# Le Arti di Bologna
Le Arti di Bologna sono una raccolta di disegni di Annibale Carracci raffigurante i venditori ambulanti e gli artigiani di strada della città natale del pittore. I disegni originali di Annibale sono andati pressoché integralmente perduti eccetto quello relativo allo Spazzacamino (di autografia ampiamente accettata). Il resto della raccolta è noto grazie alle incisioni che ne furono tratte, stampate per la prima volta in un volume edito nel 1646.

## Storia

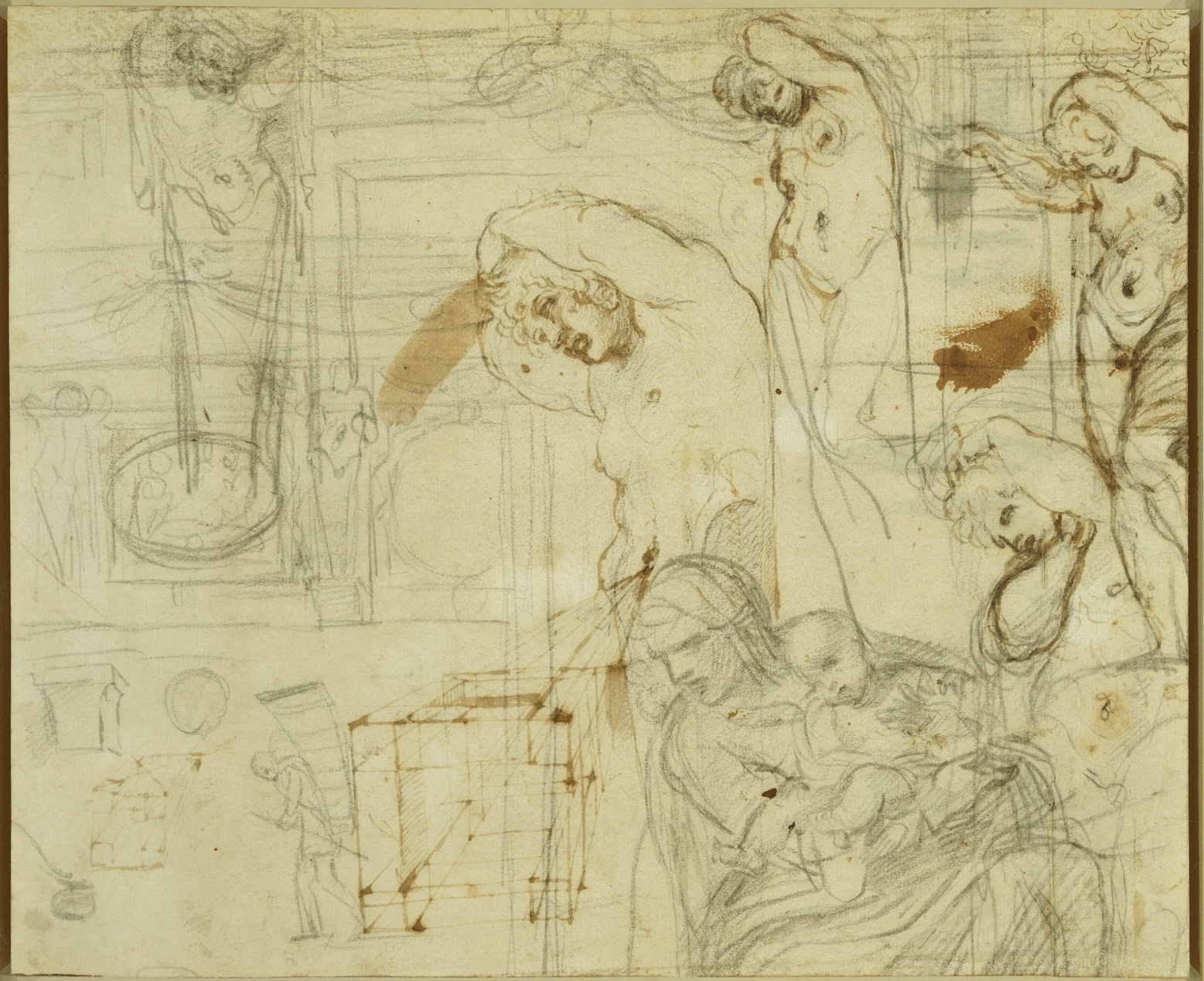
Annibale Carracci, Studi per la Galleria Farnese, 1600 ca., Windsor Castle, Royal Collection

La conoscenza di quest'opera di Annibale Carracci si deve al prelato Giovanni Antonio Massani, famigliare del papa Urbano VIII e in precedenza segretario di Giovanni Battista Agucchi.
Il Massani – trovatosi in possesso dei disegni di Annibale, come egli stesso narra – li fece incidere dal francese Simon Guillain e li dette alle stampe nel volume intitolato Diverse Figure al numero di ottanta, Disegnate di penna Nell'hore di ricreatione da Annibale Carracci intagliate in rame, e cavate dagli Originali da Simone Guilino Parigino, dedicate a tutti i Virtuosi et Intendenti della Professione della Pittura, e del Disegno, stampato a Roma nel 1646.
Nel progetto venne coinvolto anche Alessandro Algardi, bolognese come Annibale e formatosi nell'Accademia da questi fondata con Ludovico ed Agostino Carracci. Algardi, in particolare, aiutò Guillain a riprodurre lo stile di Annibale nelle incisioni e fornì un disegno col ritratto del maestro, inciso anche questo dall'artista francese ed anteposto alla serie degli ambulanti.
Nella prefazione alle stampe del Guillain lo stesso Massani (che si firma con lo pseudonimo Giovanni Atanasio Mosini) racconta che Annibale avrebbe disegnato le figure dei Mestieri della sua città, quasi per gioco, durante le pause dei lavori per la Galleria Farnese. Il pittore avrebbe deciso di raccogliere tali disegni in un album, poi utilizzato nella sua bottega come materiale di studio per gli allievi.
La raccolta di disegni, dopo la morte del maestro, sarebbe passata tra varie mani, fino a giungere in quelle del Massani. I disegni sono ancora menzionati in alcune lettere di poco successive alla pubblicazione del 1646 – dalle quali si desumono ulteriori passaggi di proprietà degli originali – dopodiché se ne perdono le tracce. L'unico disegno autografo noto, e come tale riconosciuto dalla critica prevalente, è quello, già citato, relativo allo Spazzacamino.

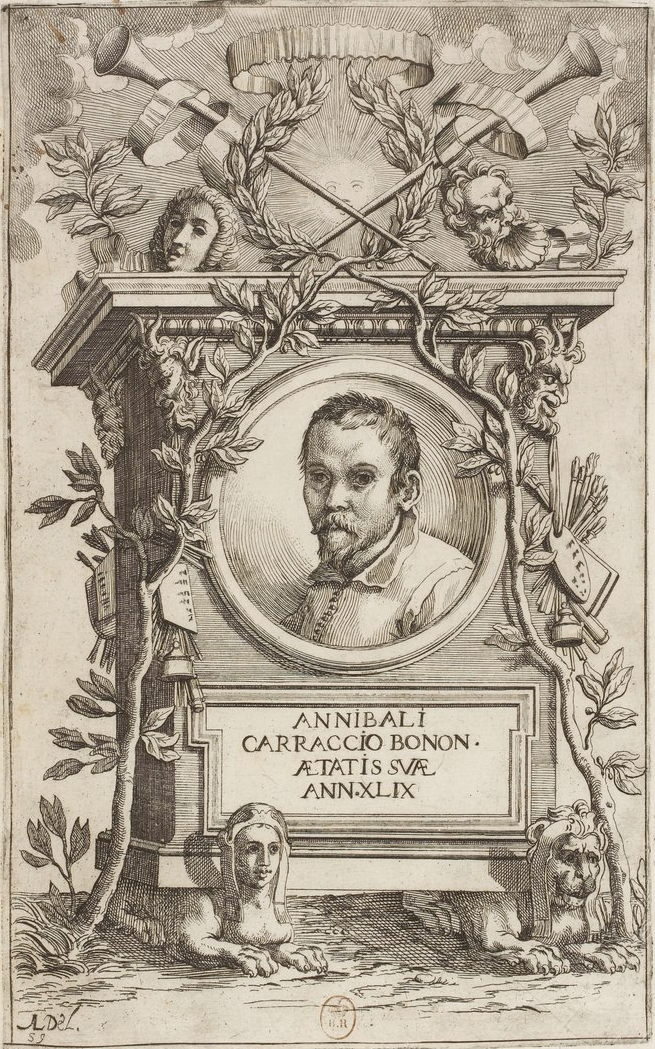
Simon Guillain e Alessandro Algardi, Ritratto di Annibale Carracci, 1646

Se il racconto di Massani/Mosini è vero, i disegni di Annibale dovrebbero risalire alla fine del Cinquecento o ai primi del Seicento: appunto gli anni di esecuzione degli affreschi della Galleria Farnese.
Una suggestiva circostanza a conferma di questa datazione (accettata da diversi studiosi) sembra trovarsi in un foglio di schizzi per la decorazione della volta farnesiana. In esso, infatti, tra altri vari studi, vi è l'abbozzo di una figurina (a sinistra in basso nel foglio) in effetti molto vicina al Brentator da Vino, cioè uno degli artefici bolognesi raffigurati da Annibale (il terzo della serie delle incisioni di Guillain).
Ciononostante, altri studiosi non accettano questa collocazione cronologica e anticipano l'esecuzione dei disegni dei mestieri bolognesi di vari anni, spostandola a cavallo tra gli anni ottanta e gli anni novanta del Cinquecento, cioè gli anni in cui Annibale Carracci si è documentatamente interessato alla pittura di genere e cui in effetti risalgono alcune delle sue prove più note in questo campo quali la Grande Macelleria e il celebre Mangiafagioli. Opere con le quali sembrano cogliersi anche alcune puntuali tangenze compositive: ad esempio è stato notato che la vecchia che nella figura dello Straordinario della Carne (la n. 31 della serie) porge al controllore il taglio appena acquistato perché esso ne verifichi il peso, appare molto somigliante alla sua coetanea che si vede sullo sfondo della Grande Macelleria di Oxford.
Il volume curato dal Massani ha un altro motivo di fondamentale interesse per gli studi: nella prefazione, infatti, egli inserì un frammento, di alcune pagine, degli scritti teorici dell'Agucchi sulla pittura (ma anche in questo caso il Massani preferì celare l'identità dell'autore dietro uno pseudonimo, quello di Gratiadio Machati). 
Queste pagine - la cui reale paternità fu scoperta da Denis Mahon solo a metà del secolo scorso - sono tutto quel che è attualmente noto dei pensieri dell'Agucchi sull'arte che pure tanta parte ebbero nella formazione della teoria del Bello ideale, sistematizzata da poi Giovanni Pietro Bellori nella seconda metà del Seicento e divenuta canone del classicismo pittorico.
La serie incisoria basata sull'invenzione di Annibale ebbe ampia fortuna e fu più volte ristampata. Già nella seconda edizione (anch'essa del 1646) compare nel titolo la dicitura «Le Arti di Bologna», con la quale da allora in poi è indicata questa impresa artistica del Carracci.

## Le ottanta incisioni di Simon Guillain
I disegni delle Arti (cioè dei mestieri) bolognesi eseguiti da Annibale e giunti in possesso del Massani erano, come scrive lo stesso Massani, settantacinque. Il promotore della pubblicazione però volle aggiungere alla serie cinque ulteriori incisioni (dalla n. 76 a alla n. 80) tratte da altri disegni – che in effetti non raffigurano ambulanti ed artigiani – che a dire del Massani sono comunque dovuti alla mano del Carracci. Quest’ultima circostanza tuttavia è messa in dubbio, almeno parzialmente, da alcuni settori della critica.
Dal canto suo Carlo Cesare Malvasia, nella biografia dei Carracci contenuta nella Felsina Pittirice (1678), asserisce che cinque disegni della serie (non riferendosi agli ultimi cinque) sarebbero di Ludovico Carracci: si tratta di un'affermazione tendenzialmente rigettata dalla critica moderna, che viceversa mette in risalto l'uniformità di stile delle prime settantacinque stampe (cioè quelle effettivamente dedicate ai mestieri).
Per quel che è dato desumere dal confronto tra l'unico disegno probabilmente certo superstite, lo Spazzacamino di Edimburgo, e la relativa incisione (la n. 50), Guillain è efficacemente riuscito a restituire nel diverso mezzo grafico lo stile e lo spirito con cui Annibale Carracci disegnò la raccolta.

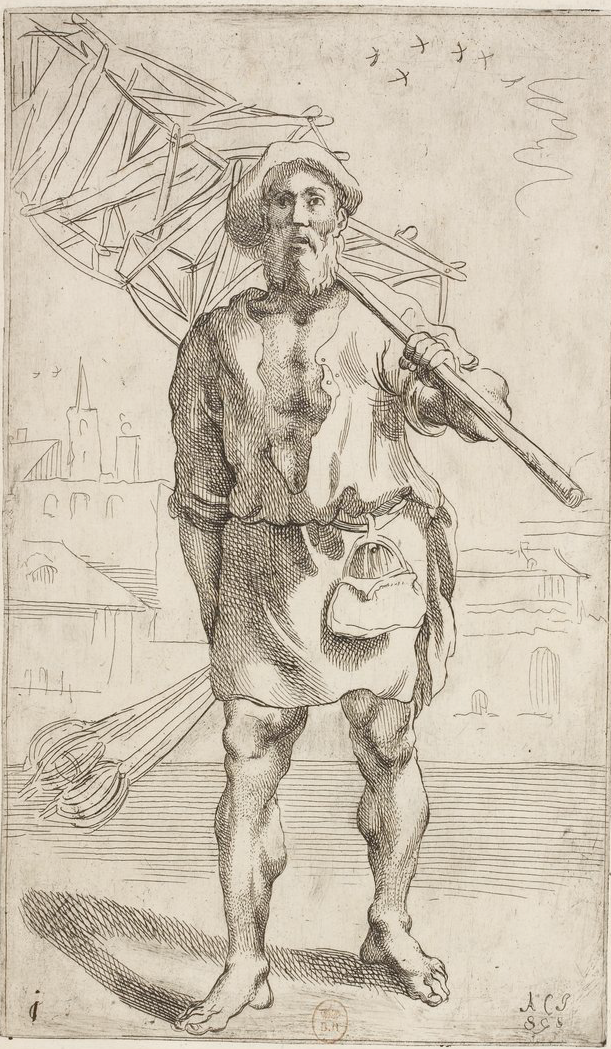
1. Vende Rocche e Dipannatori (Venditore di conocchie ed arcolai)
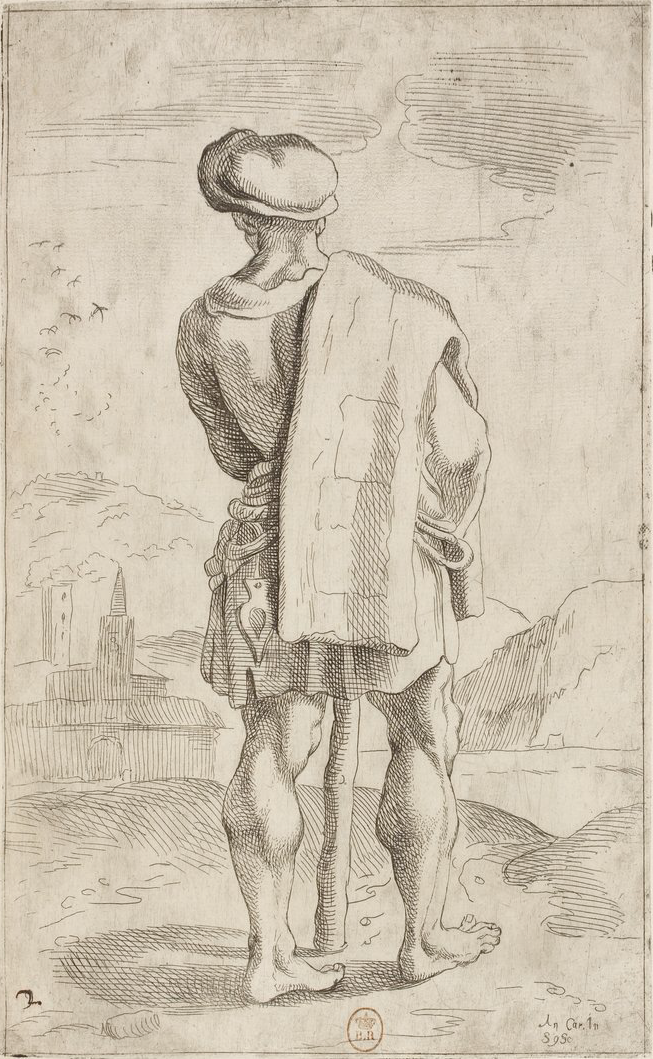
2. Facchino
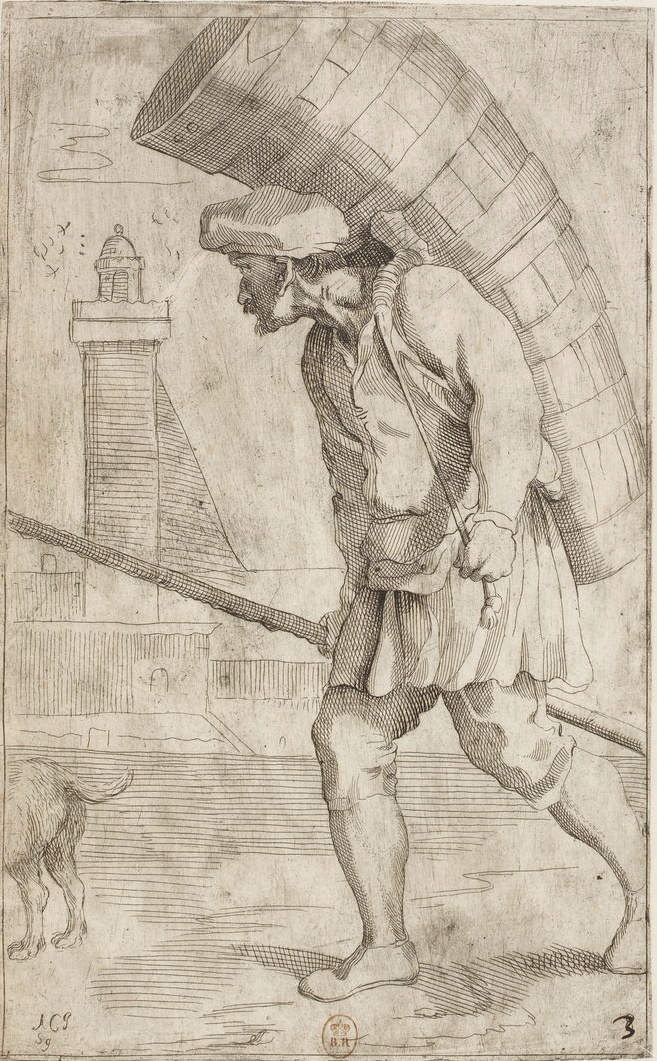
3. Brentator da Vino (Portatore di vino con la brenta)
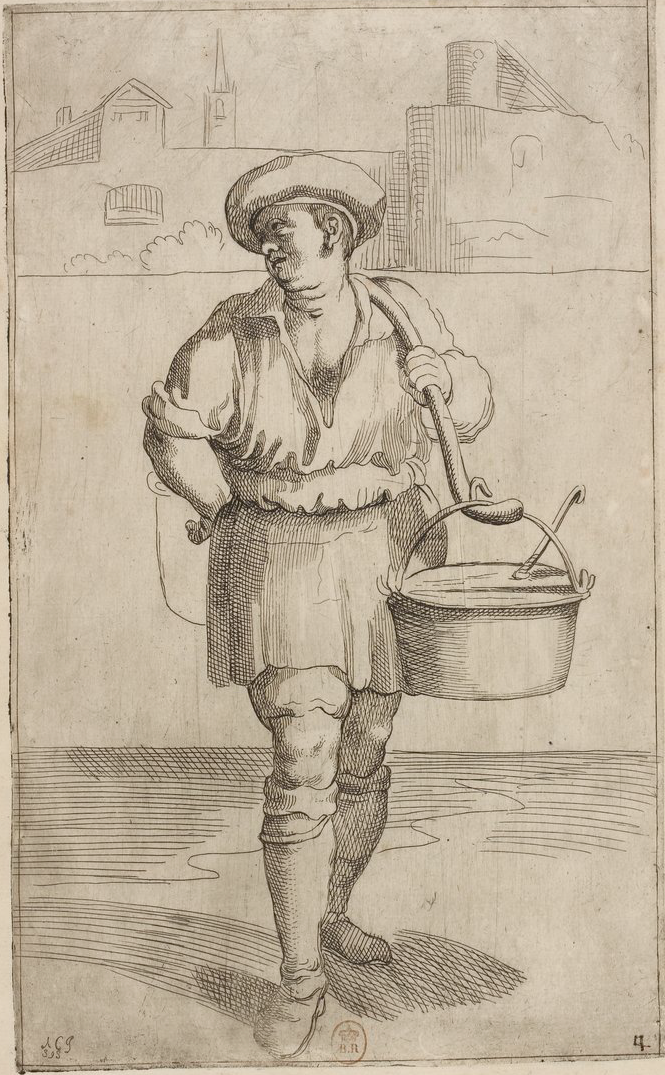
4. Tripparolo
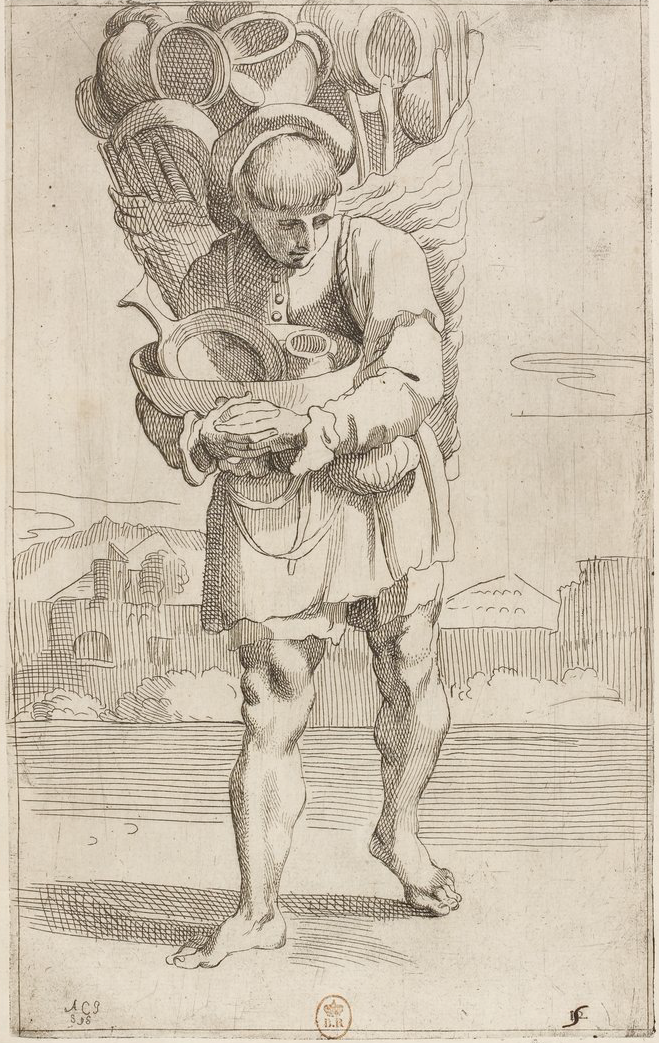
5. Pignattaro
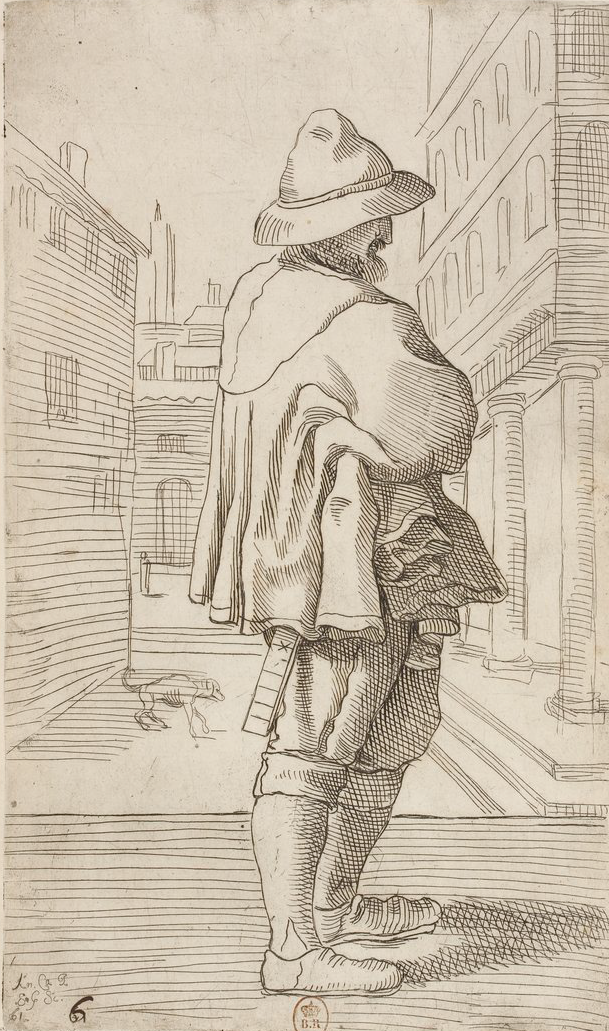
6. Straordinario di Mercanti (Controllore dei mercati)
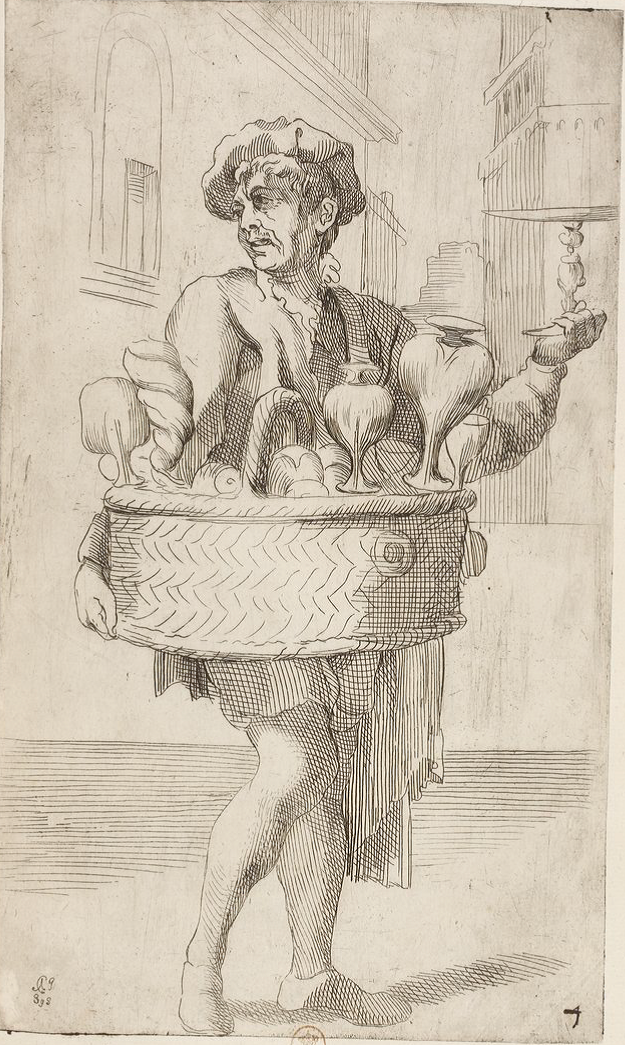
7. Bicchieraro
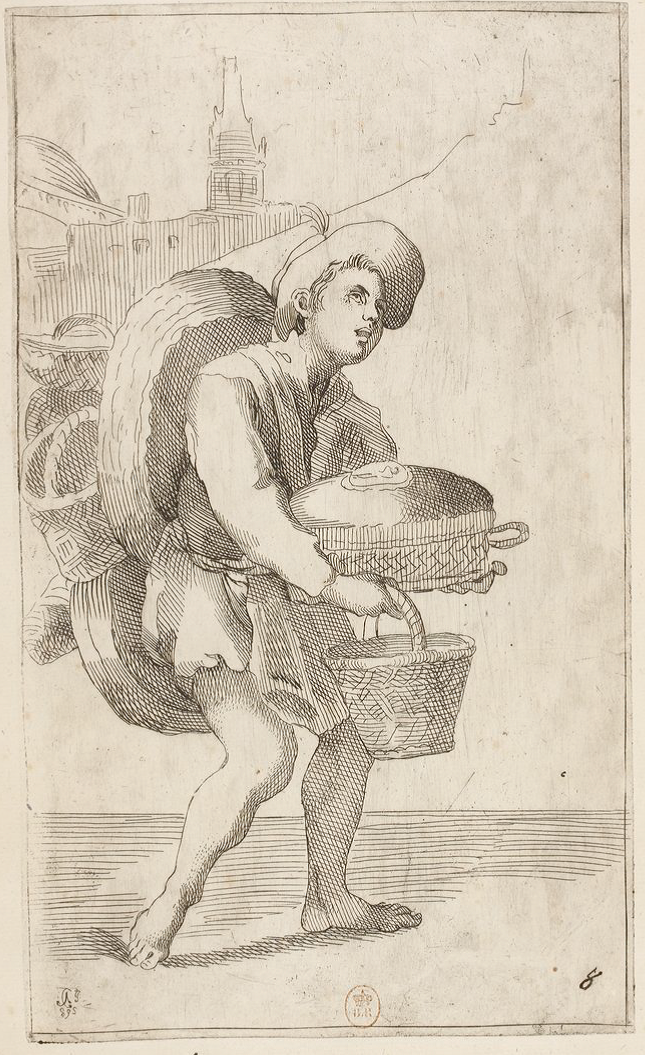
8. Canestraro
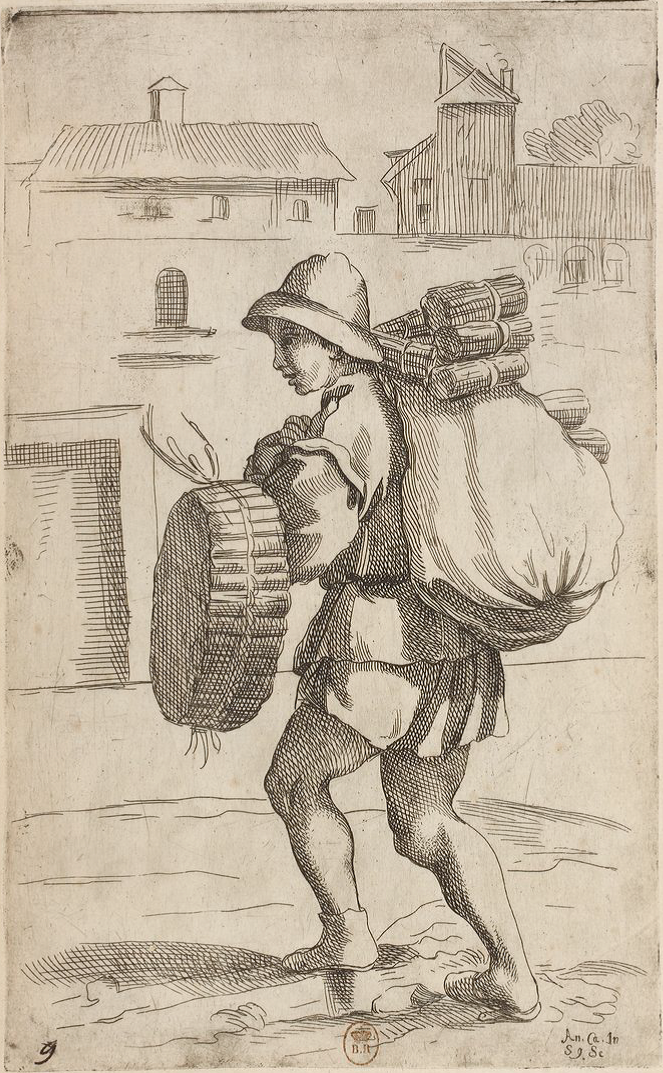
9. Vende Solfaroli (Venditore di fascine per accendere il fuoco)
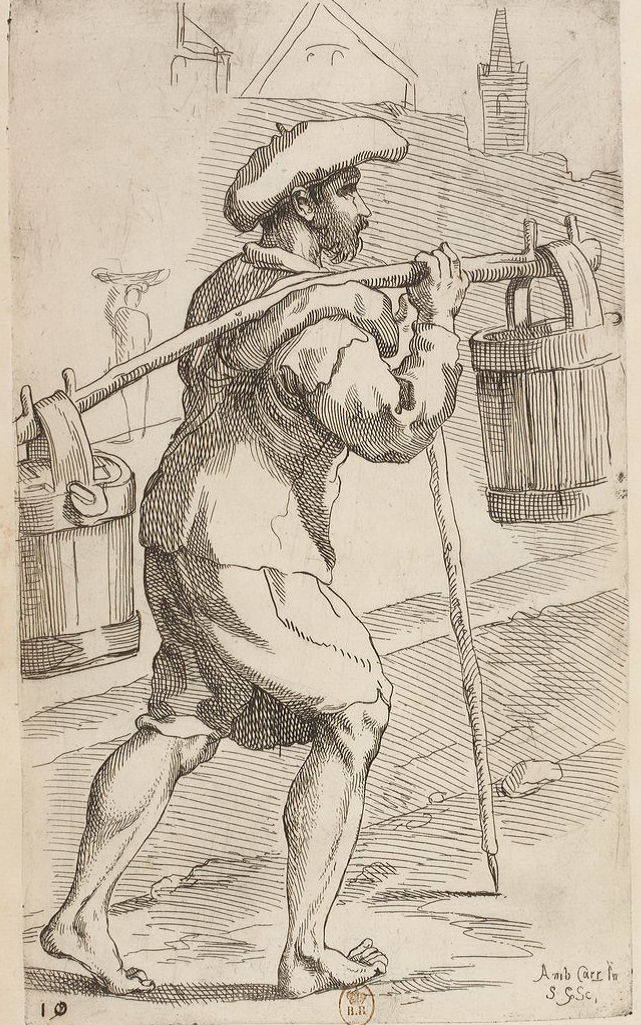
10. Acquarolo d'acqua del Reno
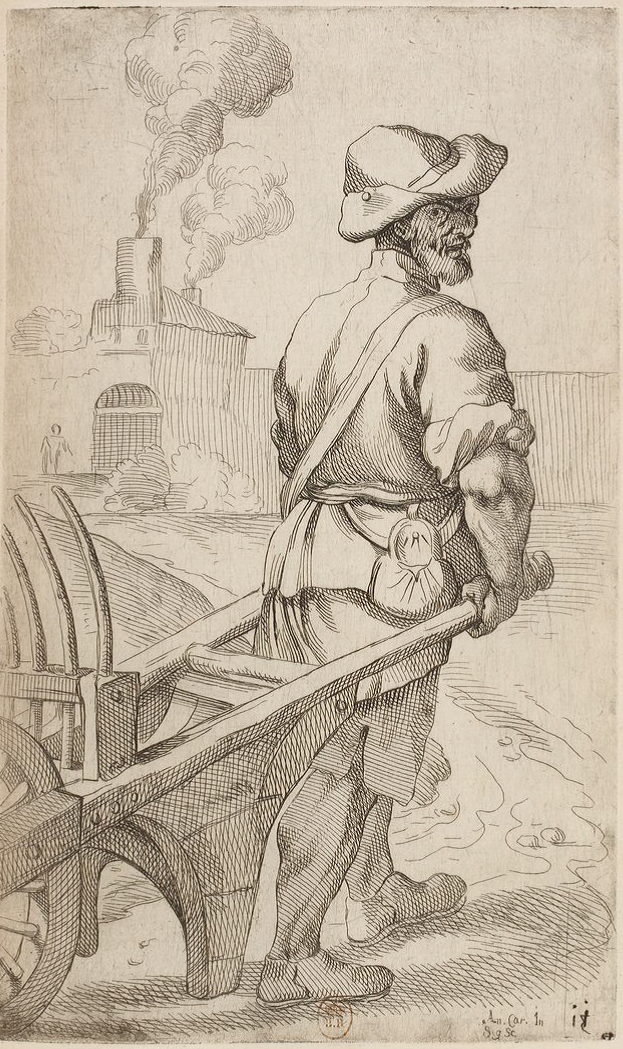
11. Carriolaro da portar robbe
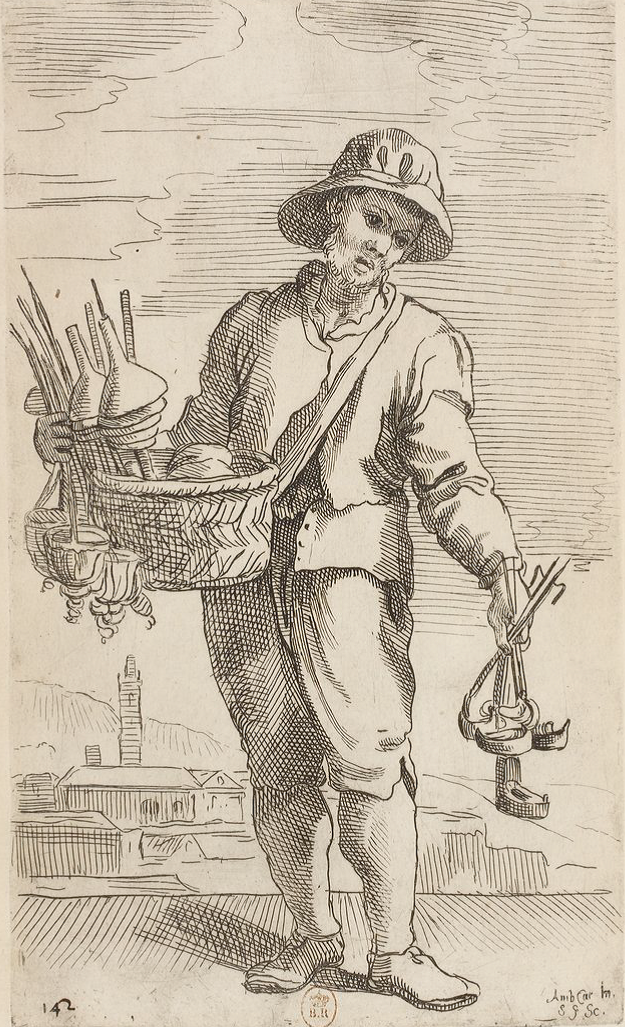
12. Stagnaro
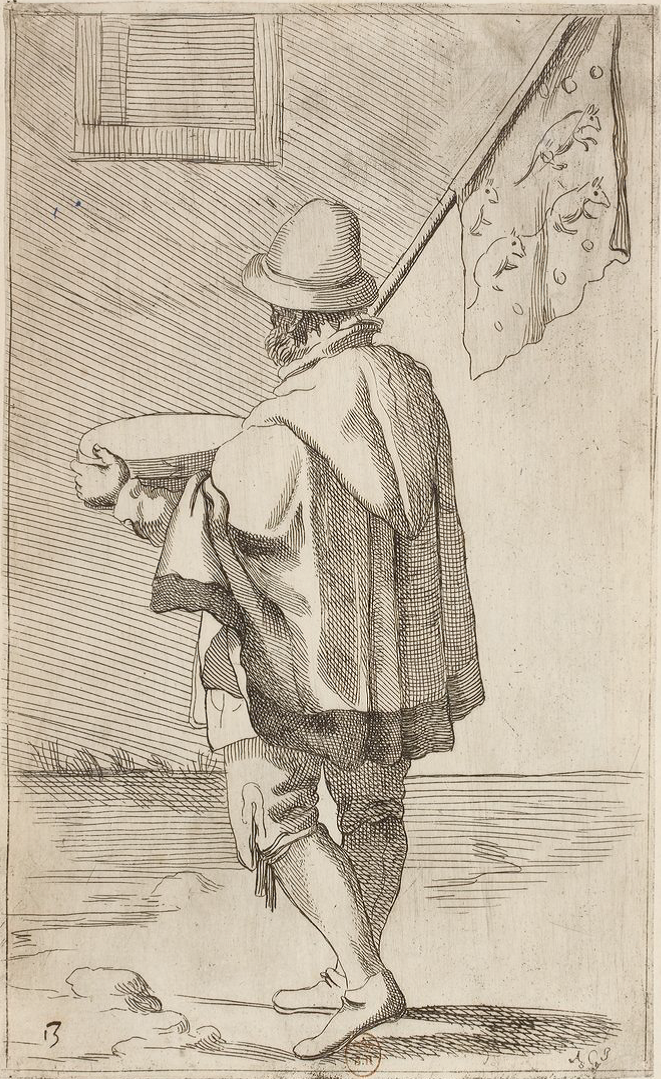
13. Vende pasta per i Sorci (Venditore di veleno per topi)
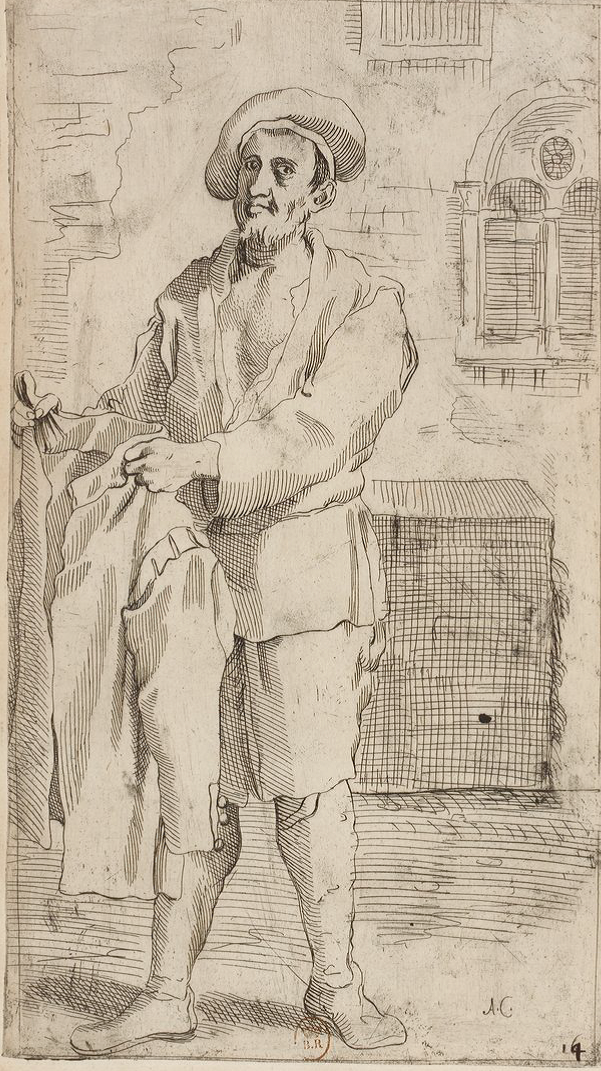
14. Regattiero
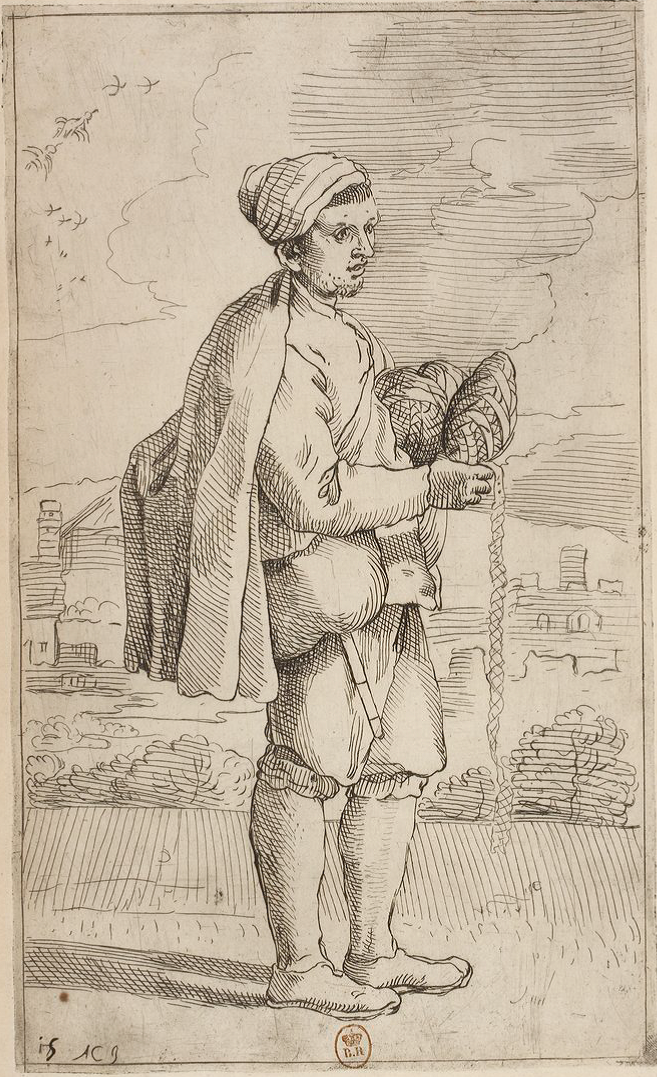
14. Reticelle e Merletti
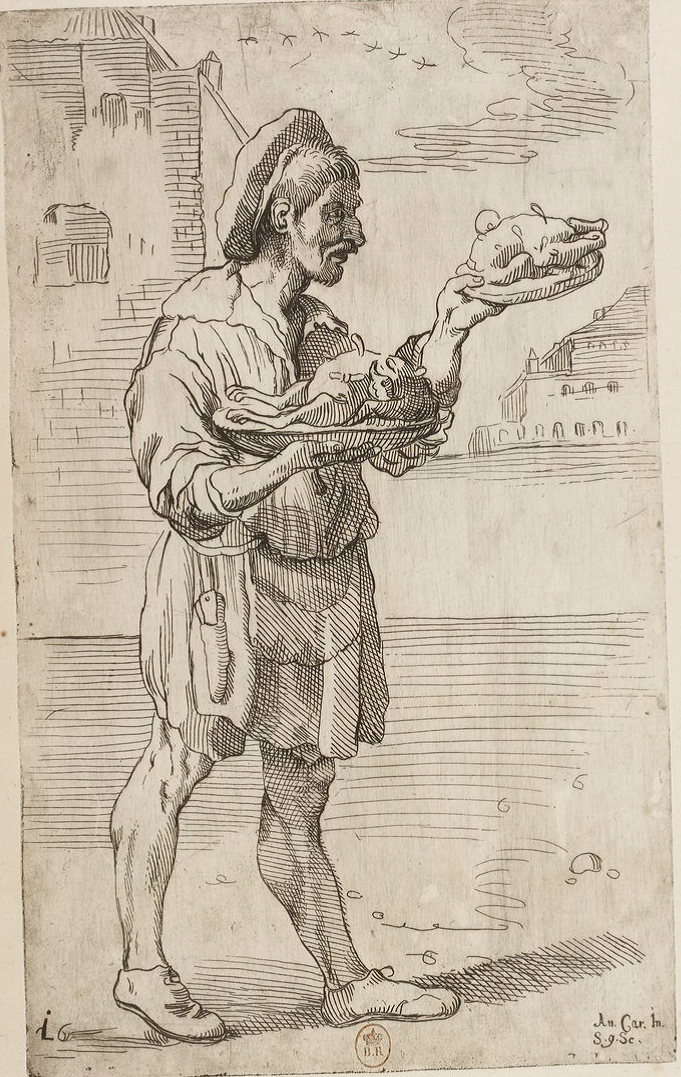
16 Cuoco
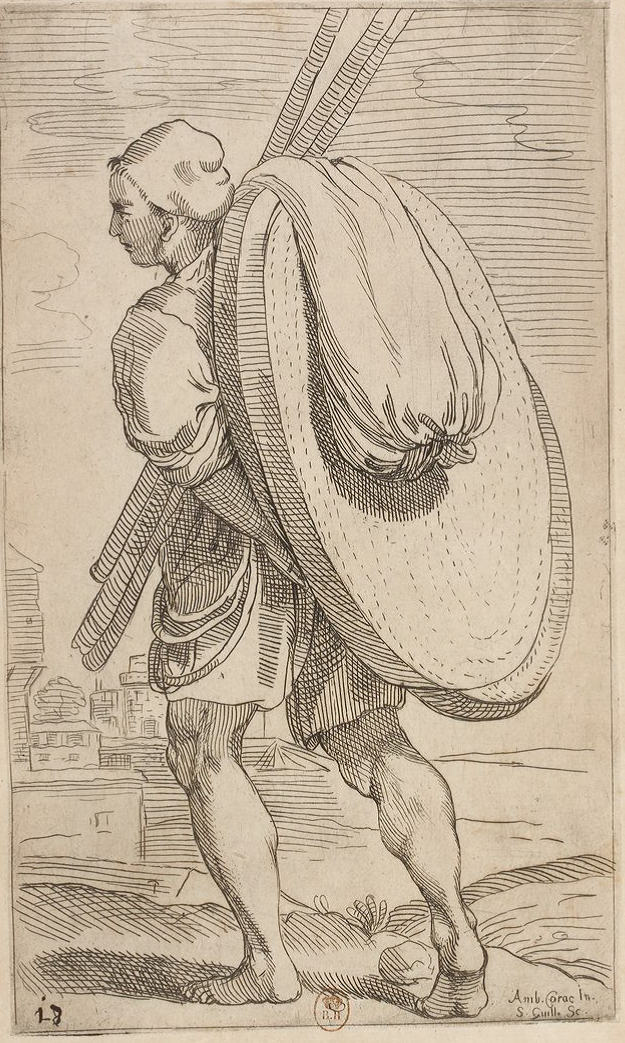
17. Concia Grano (Setacciatore di grano)
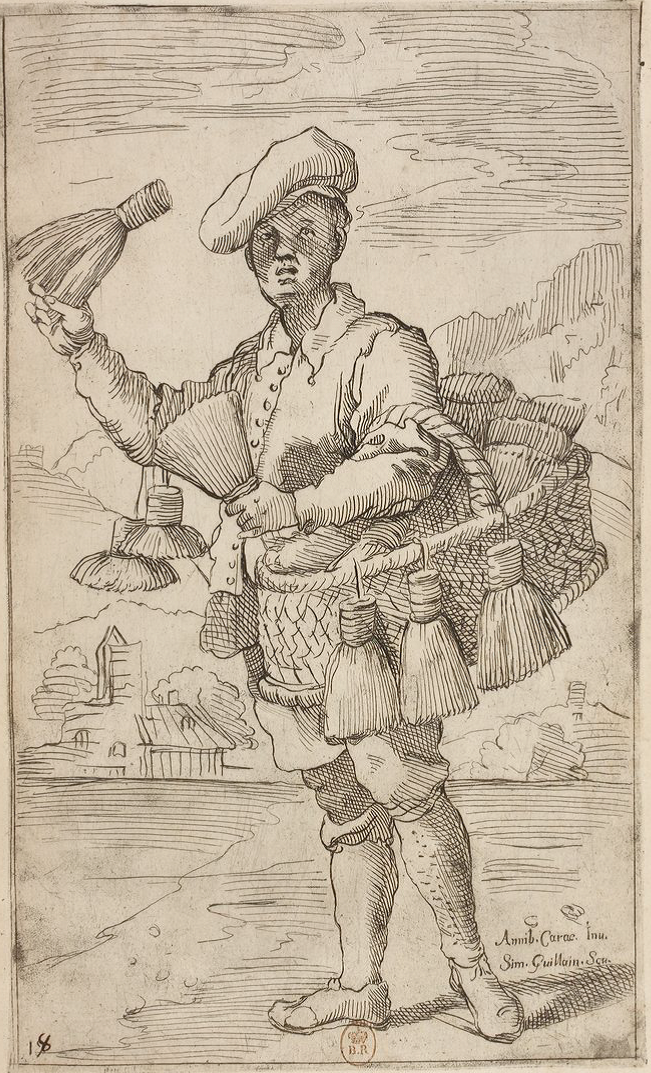
18. Scopettaro
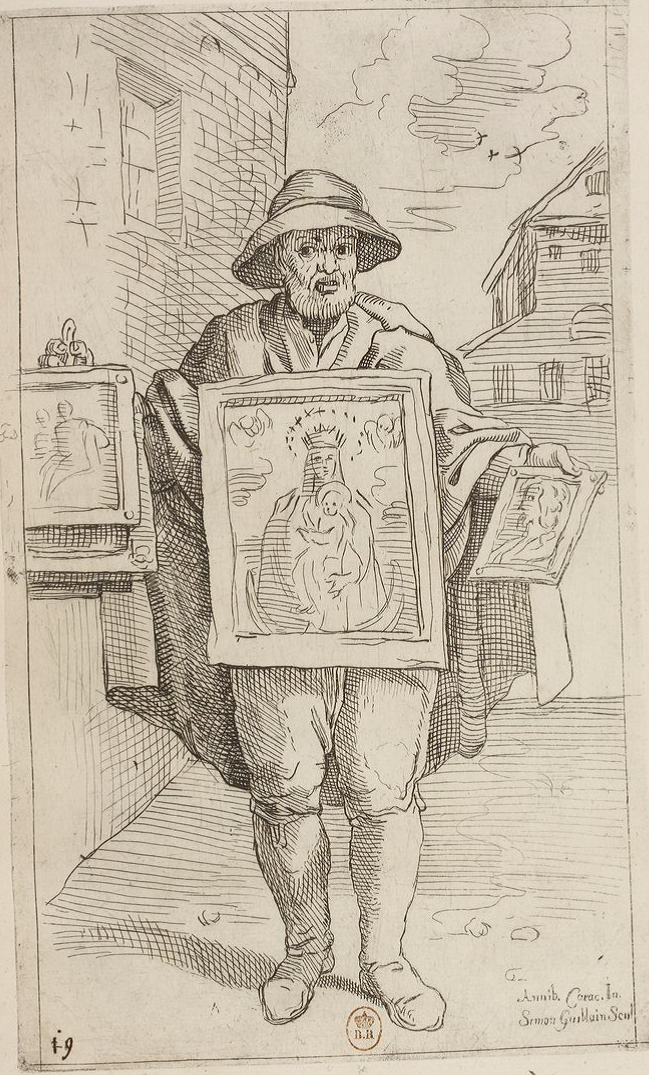
19. Vende Quadri
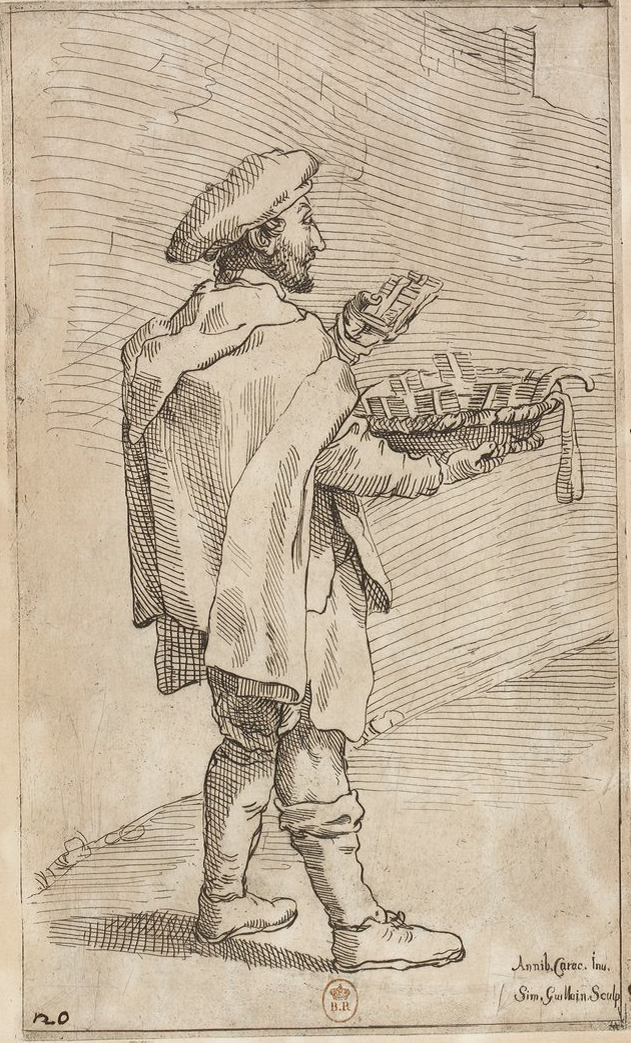
20. Pettinaro
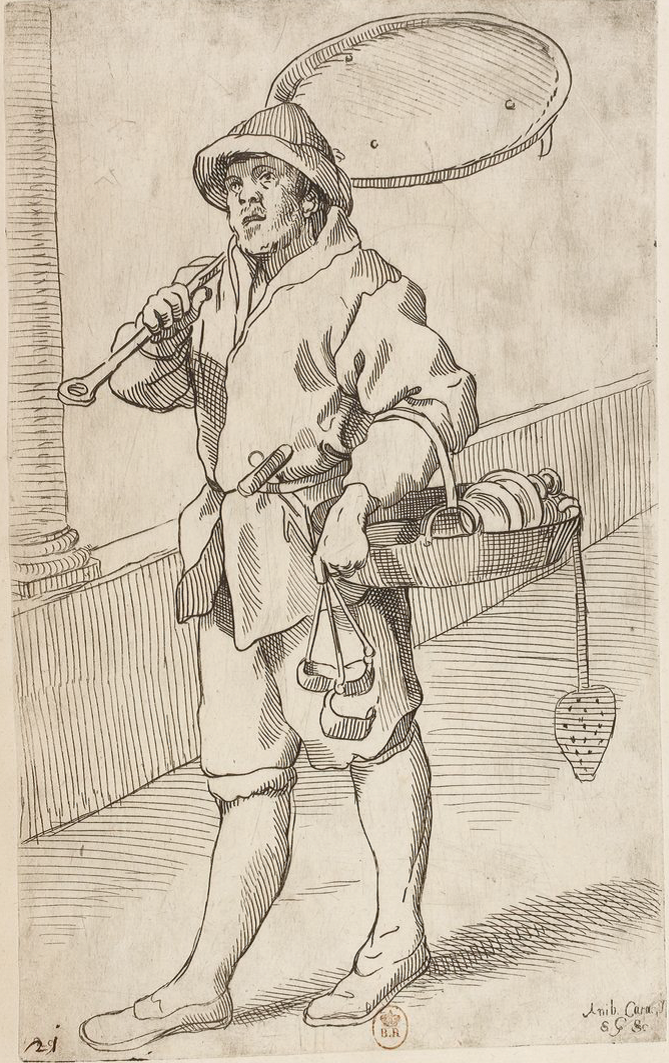
21. Padellaro
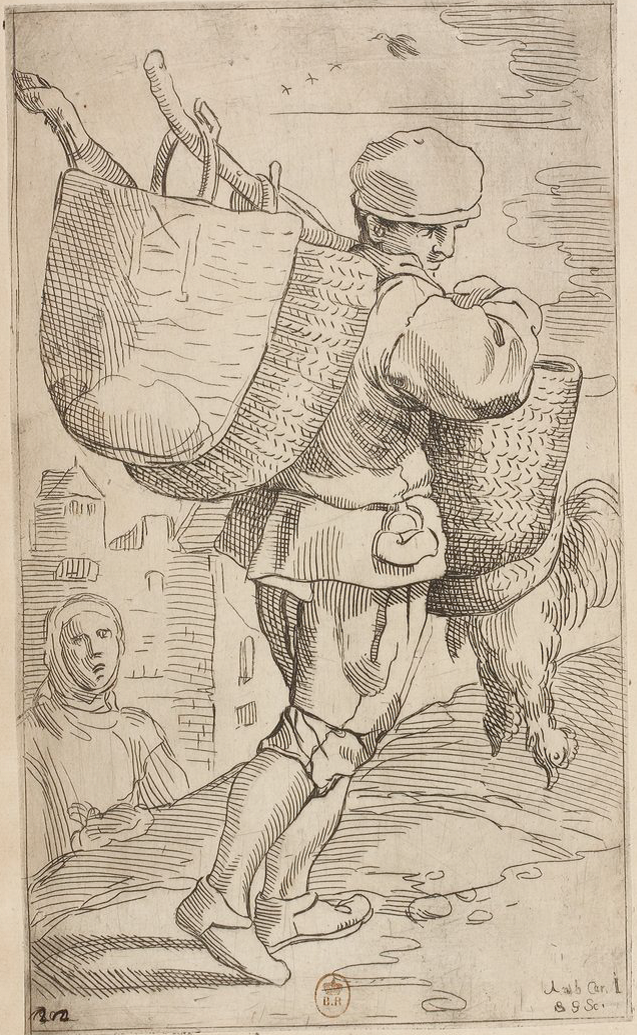
22. Sportarolo
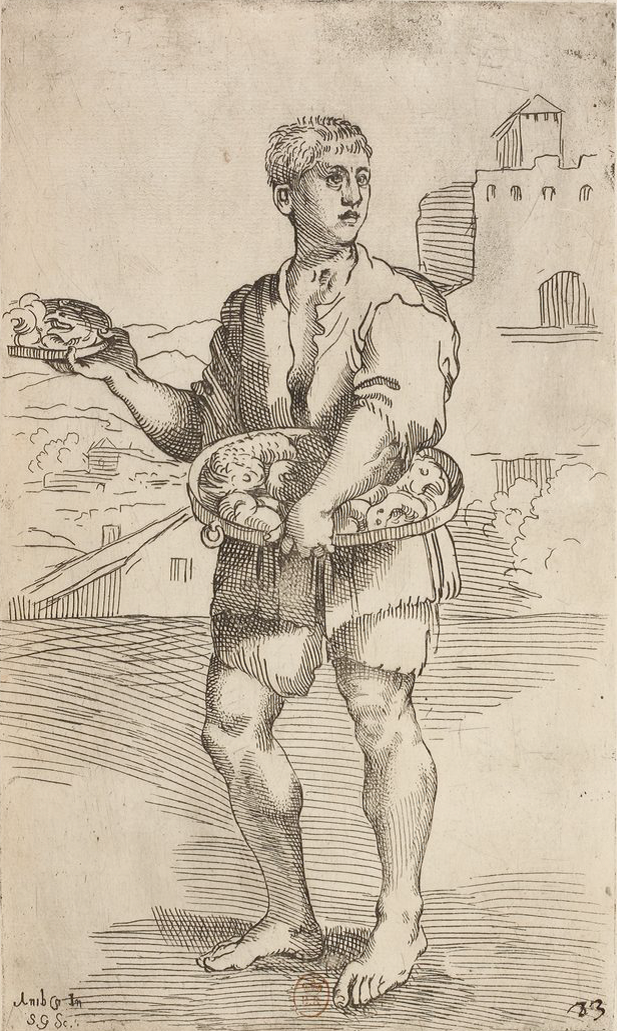
23. Sguattaro con regaglie di Cucina
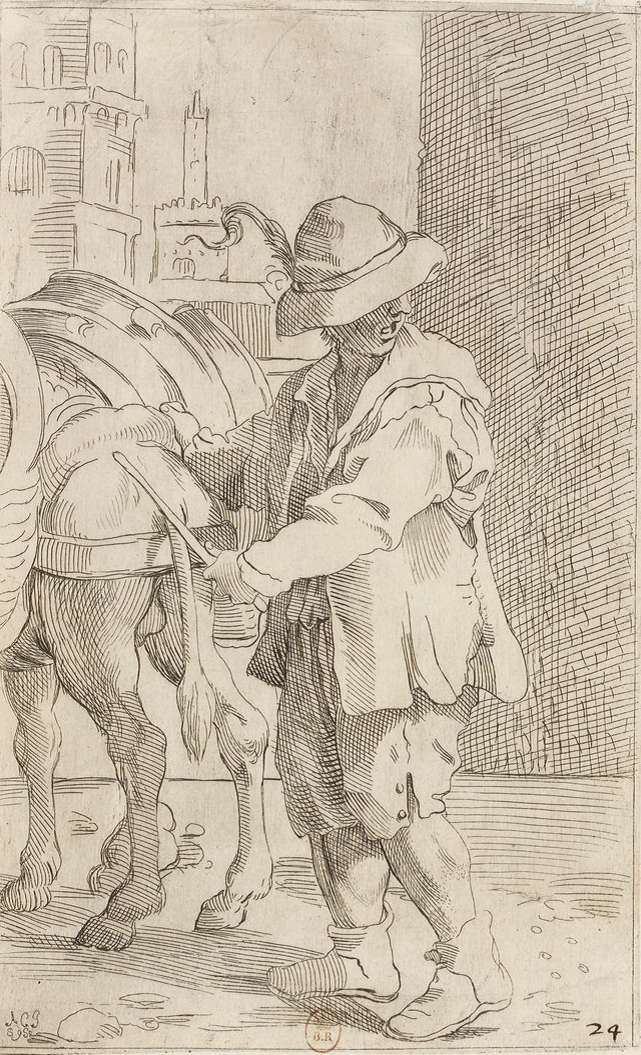
24. Vende Padelloni di terra (Stoviglie in terracotta)
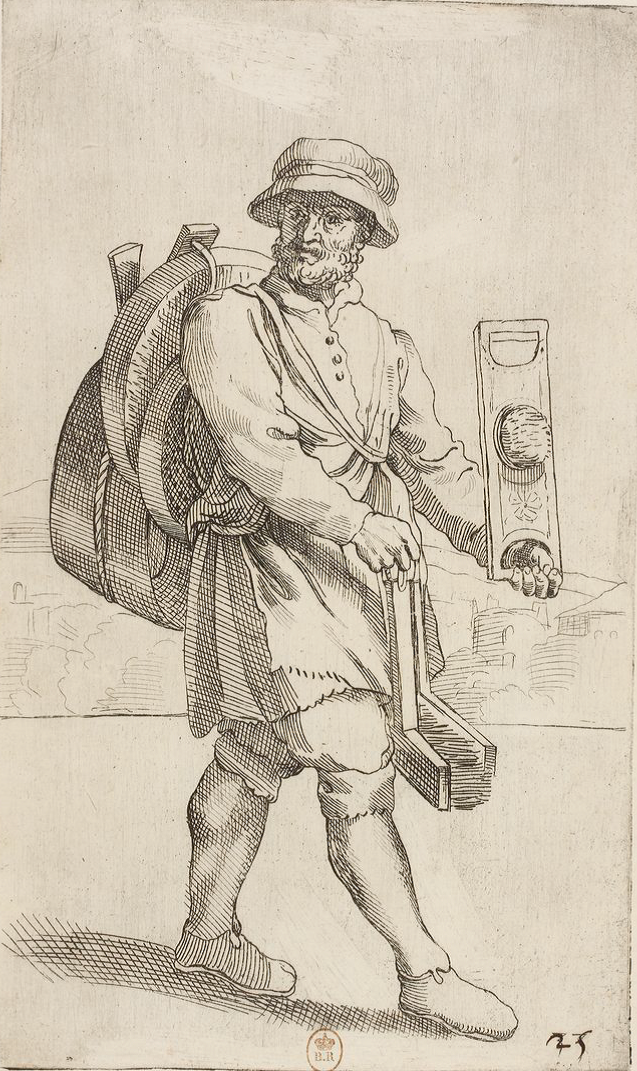
25. Pettini da lino e Setacci
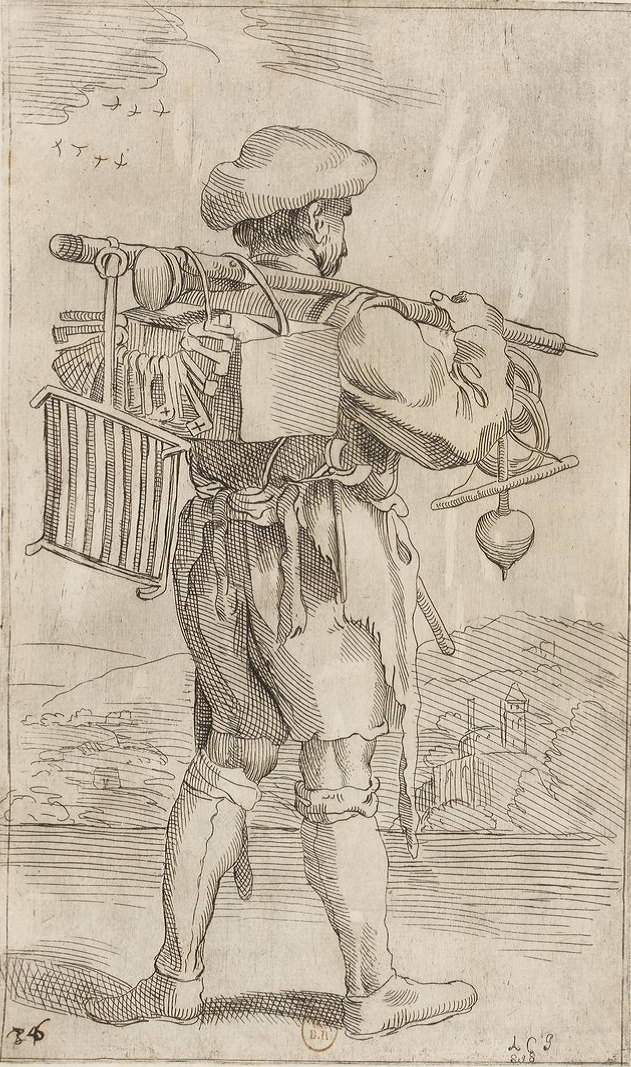
26. Magnano o Chiavaro  (Fabbro di strada)
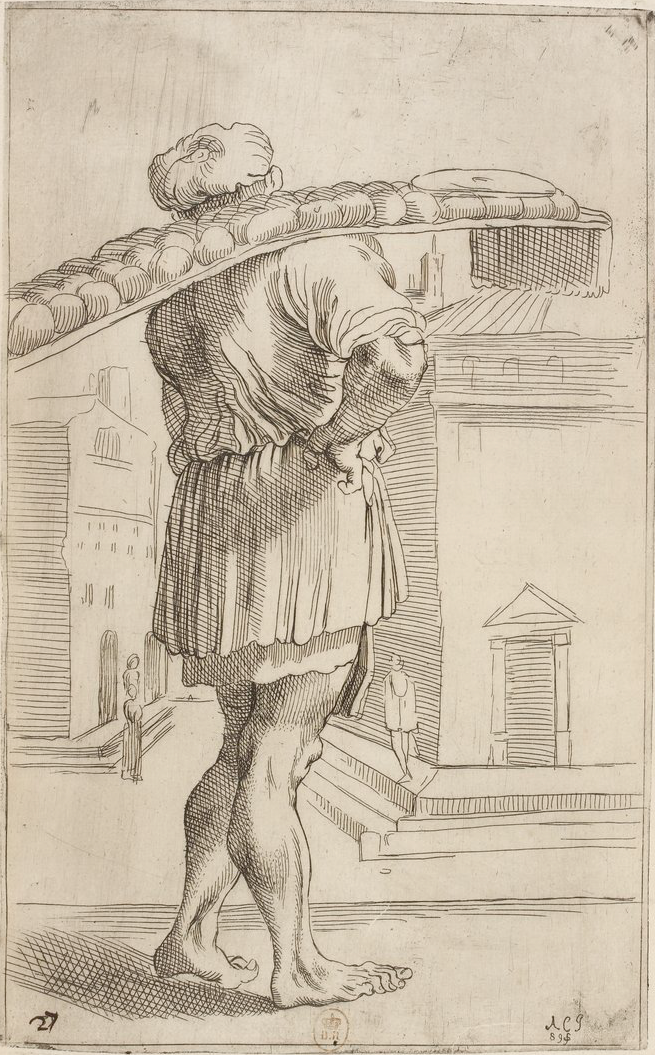
27. Fornaro
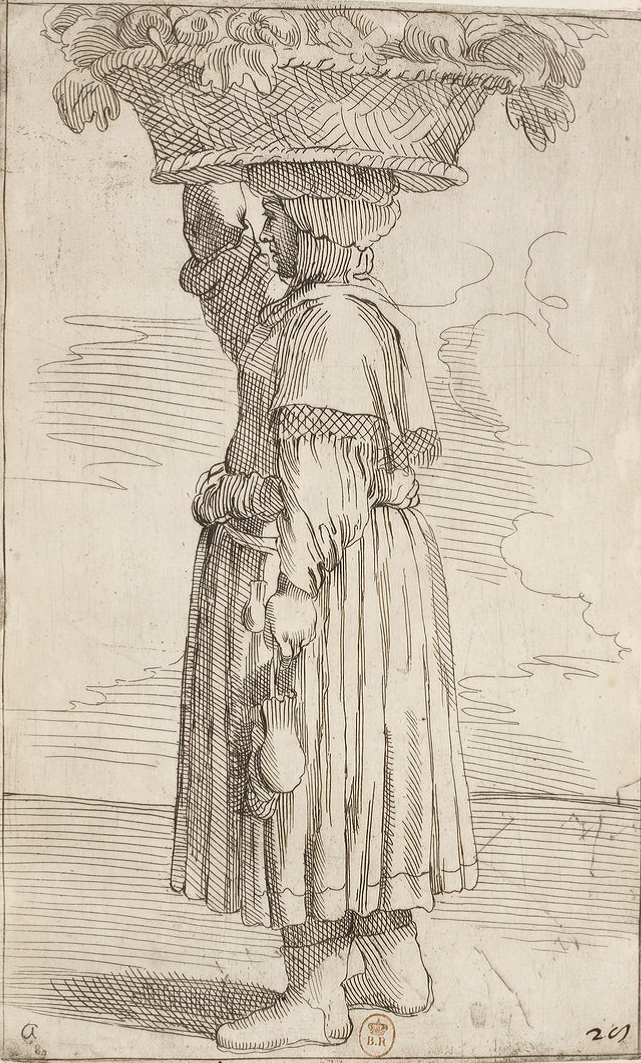
28. Hortolana
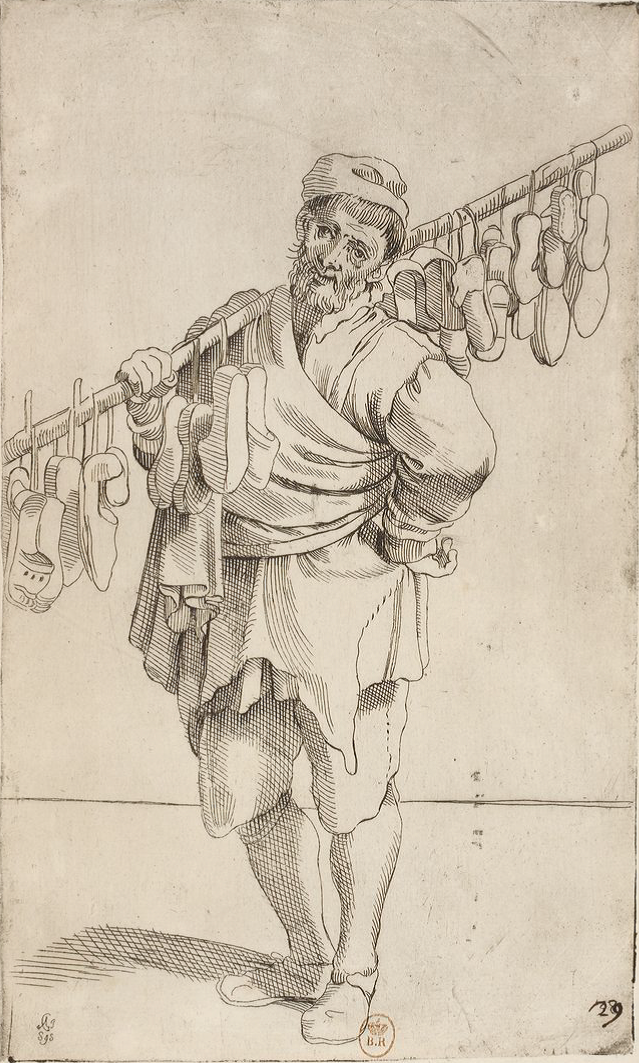
29. Pianellaro (Venditore di ciabatte)
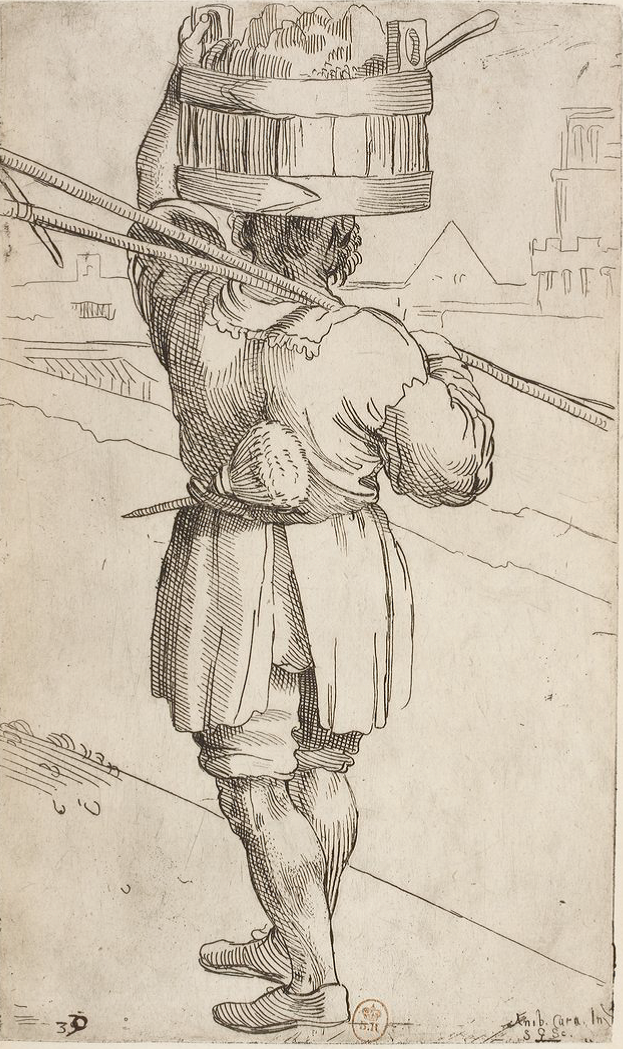
30. Inbiancatore
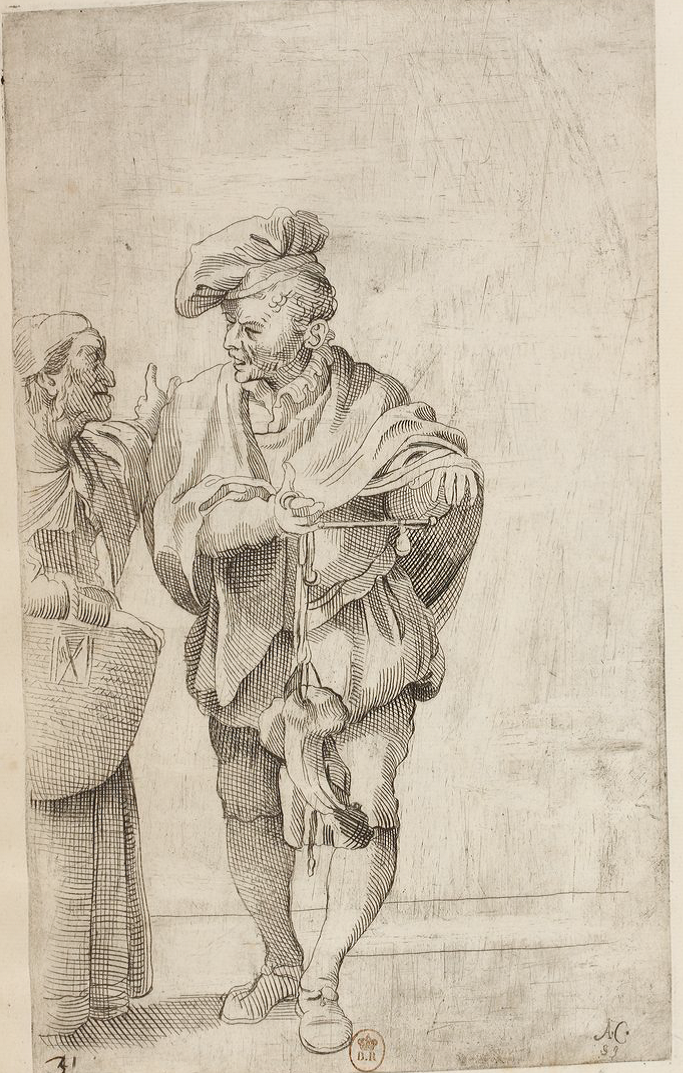
31. Straordinario della Carne  (Controllore delle macellerie)
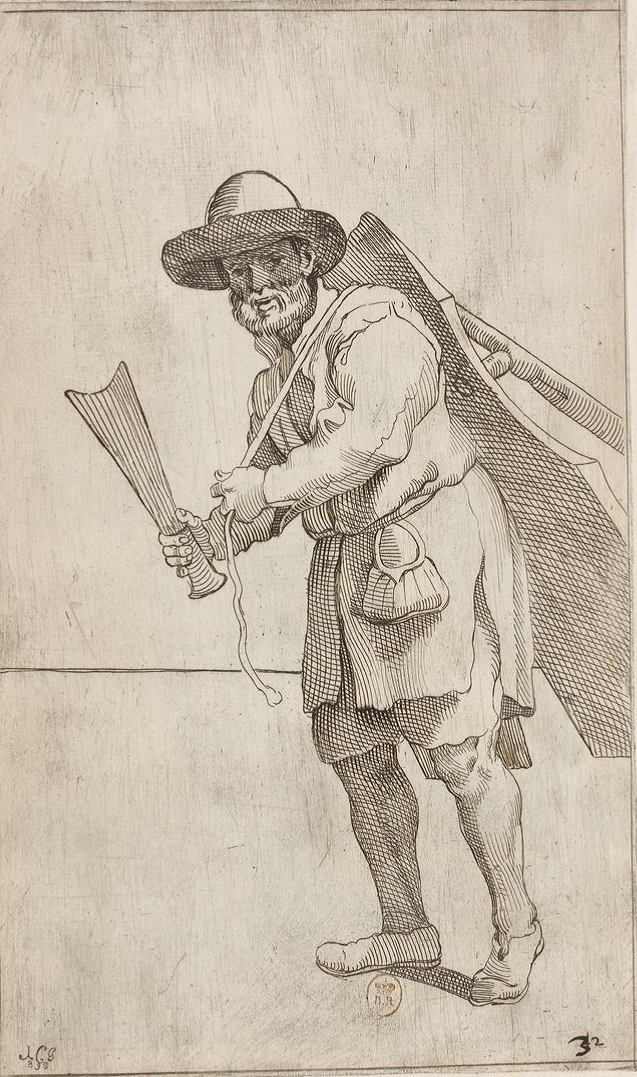
32. Conciator di Canapa e Lino (Cardatore)
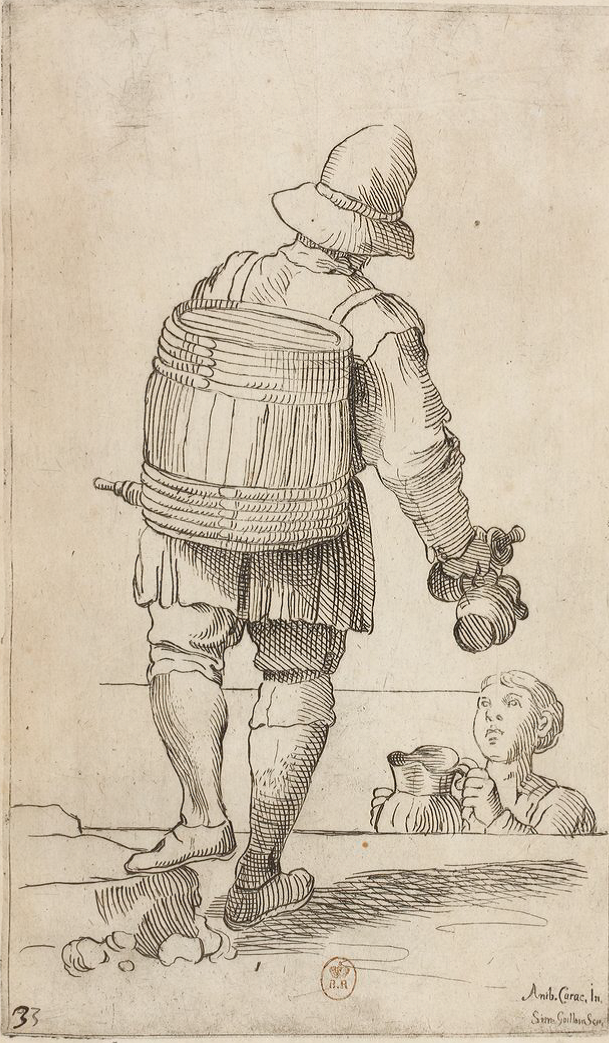
33. Vende Aceto
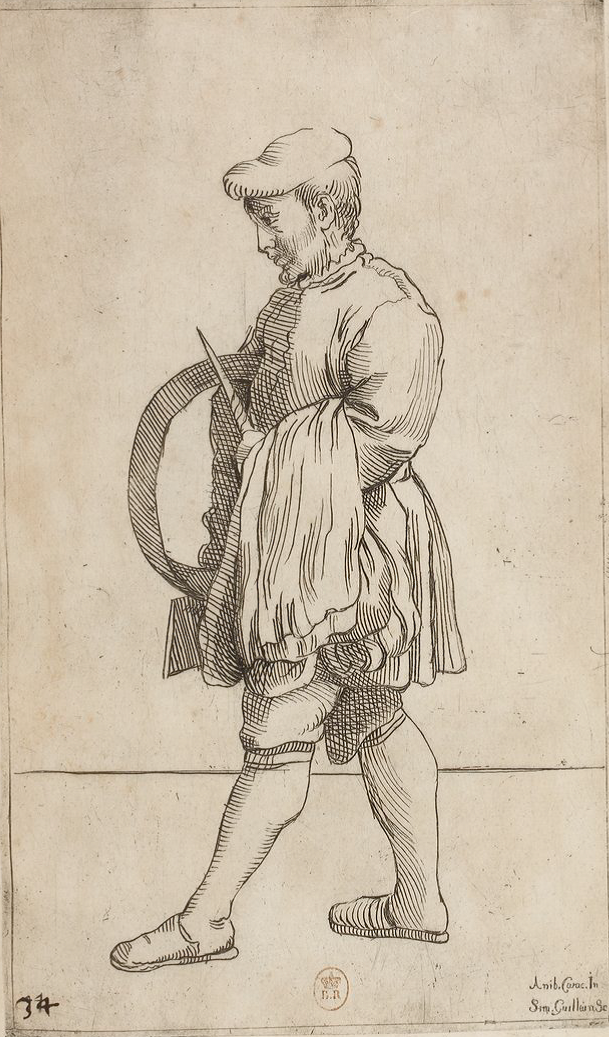
34. Burattator di Farina (Setacciatore di farina)
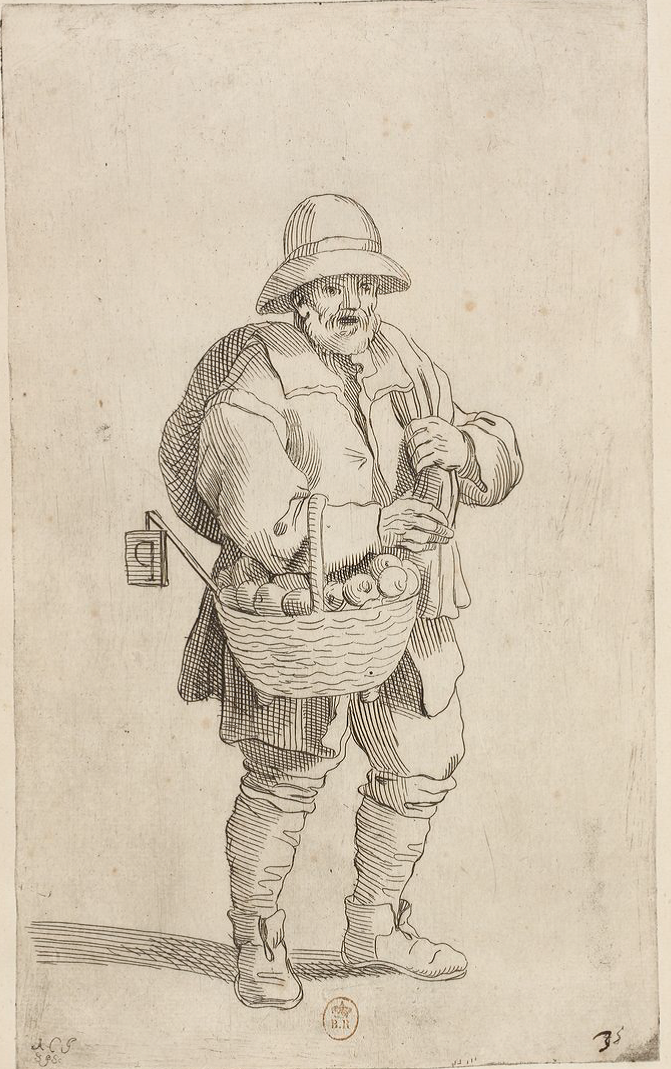
35. Vende Pere
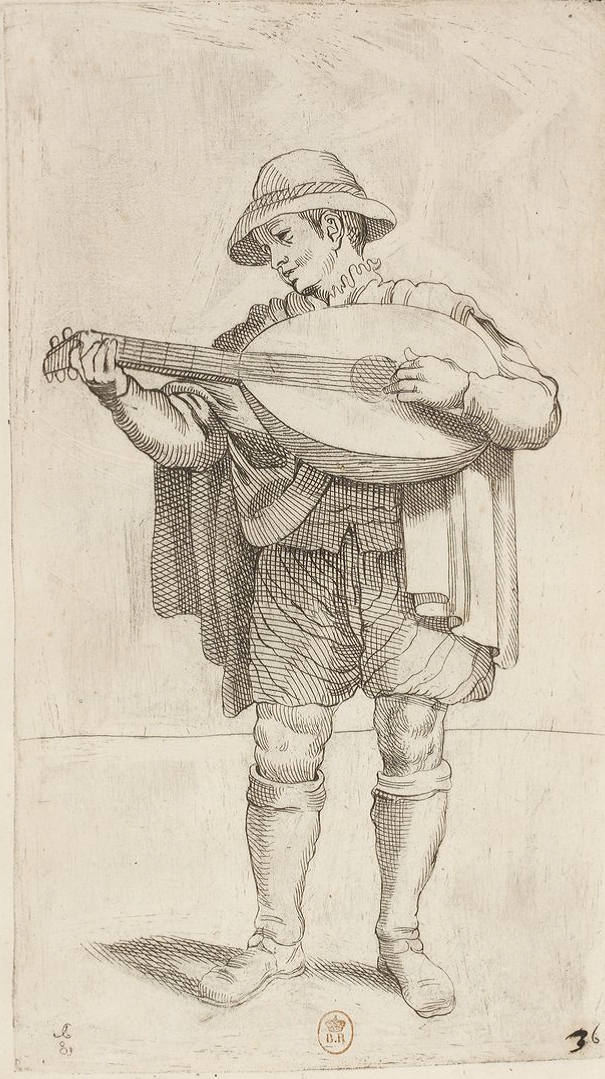
36. Suonatore in Piazza
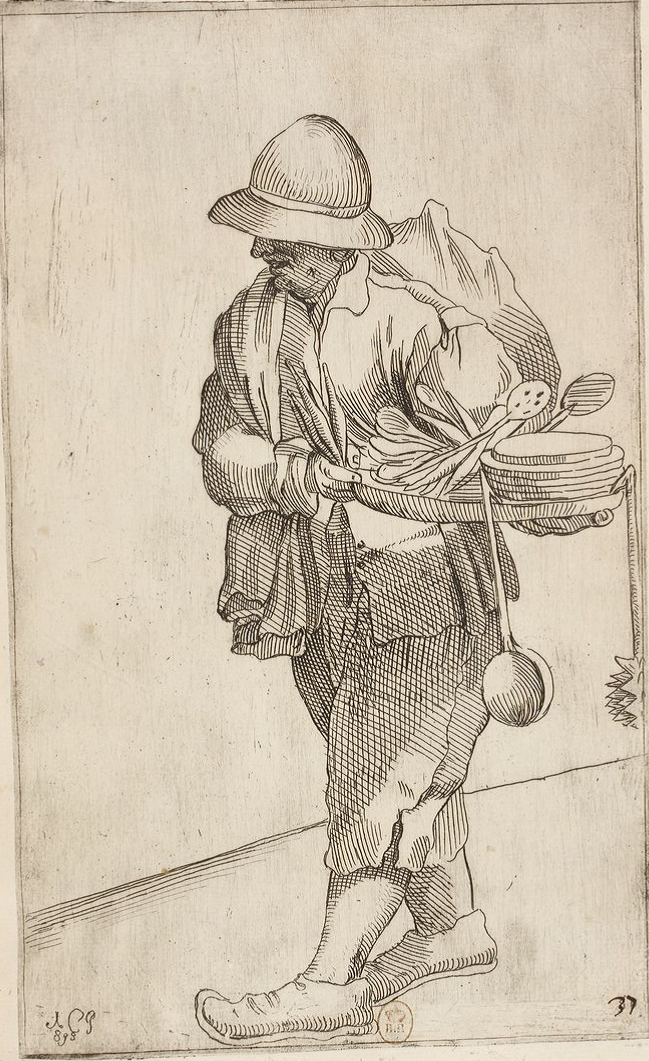
37. Vende Mescole, Fusi e Taglieri (Utensili da cucina)
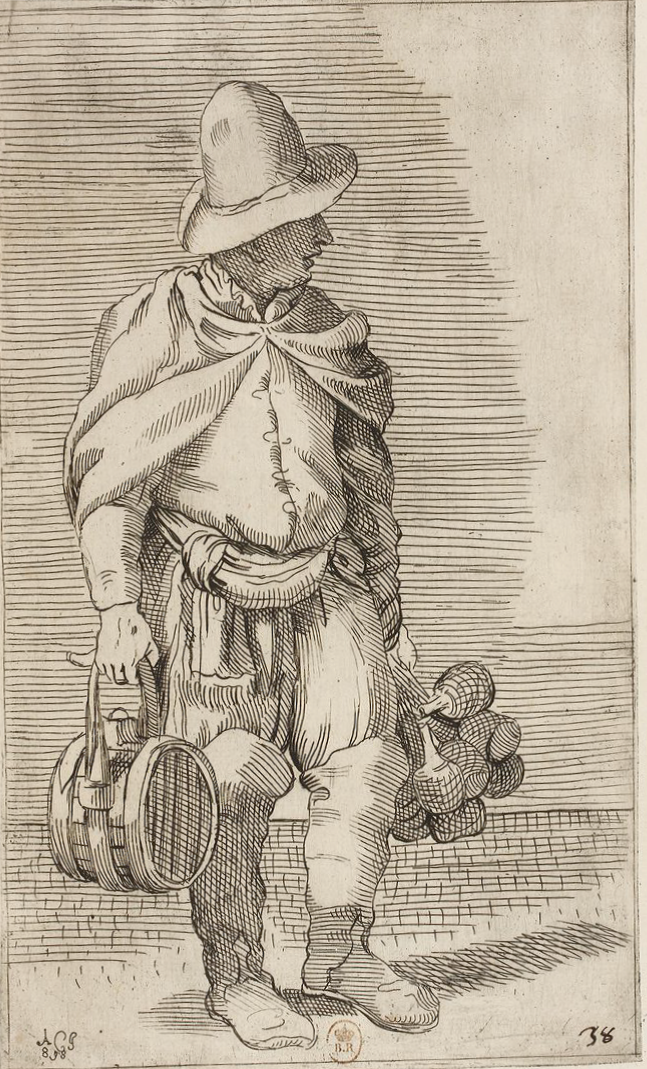
38. Inchiostro Fino
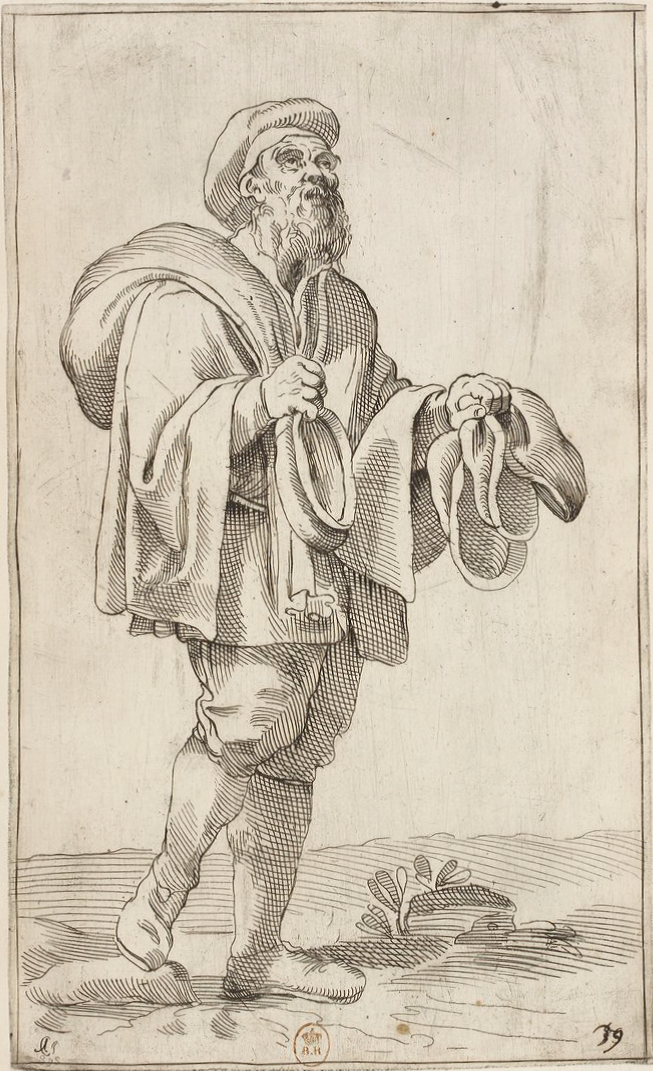
39. Berrettaro
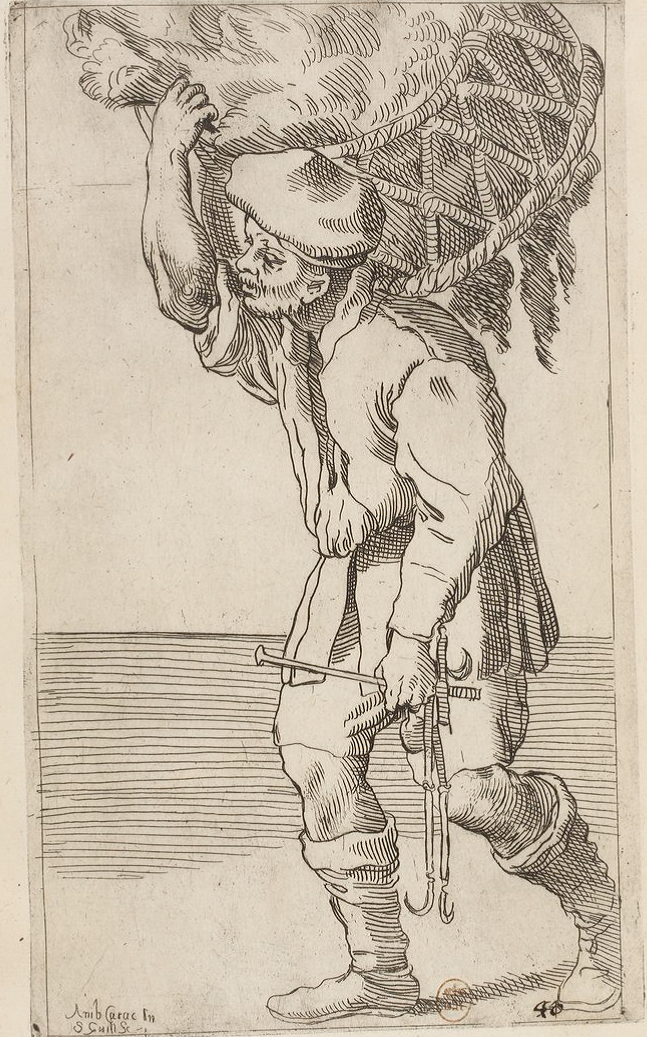
40. Fienarolo
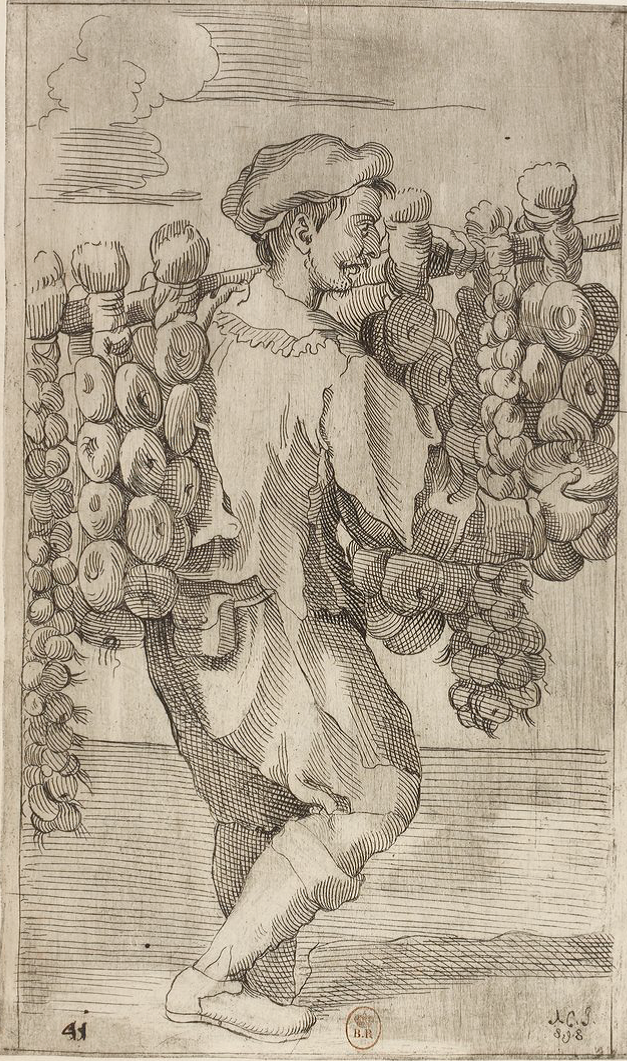
41. Vende Agli e Cipolle
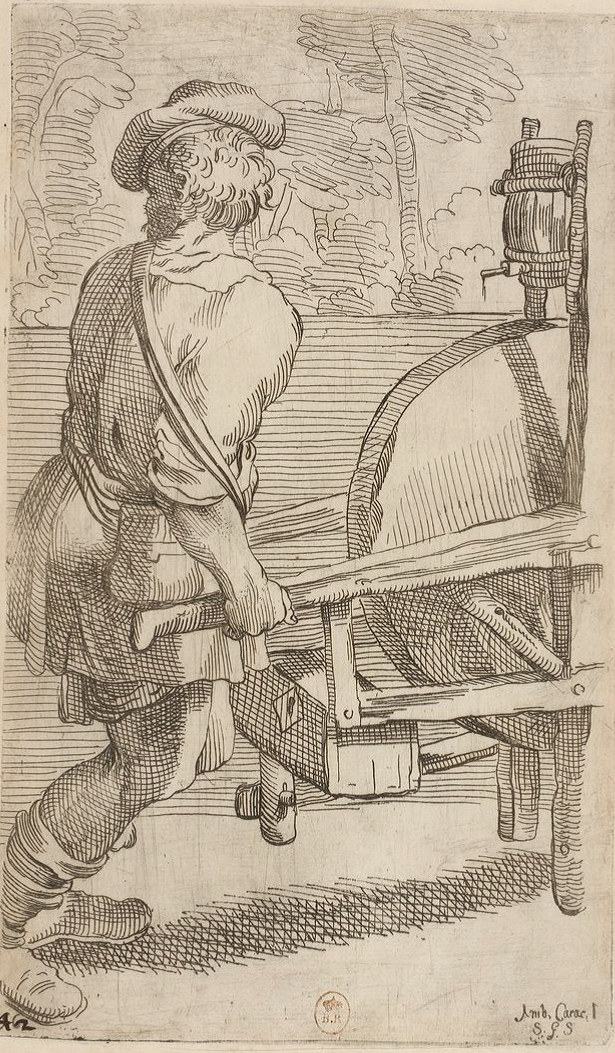
42. Rotatore (Arrotino)
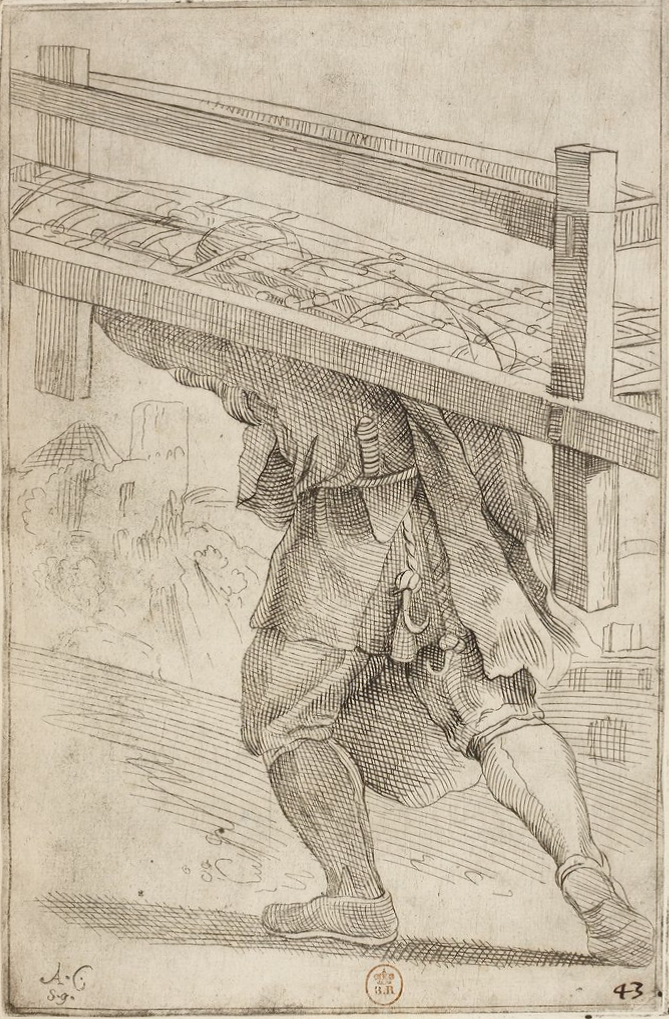
43. Beccamorto
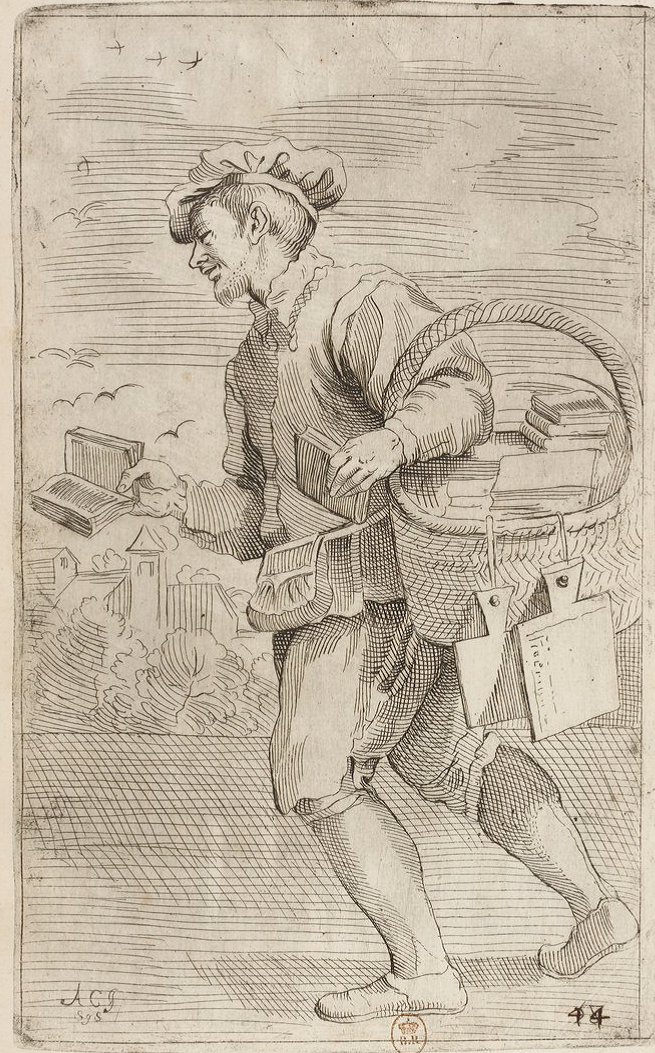
44. Tavolette e libri per i putti (Libri per bambini)
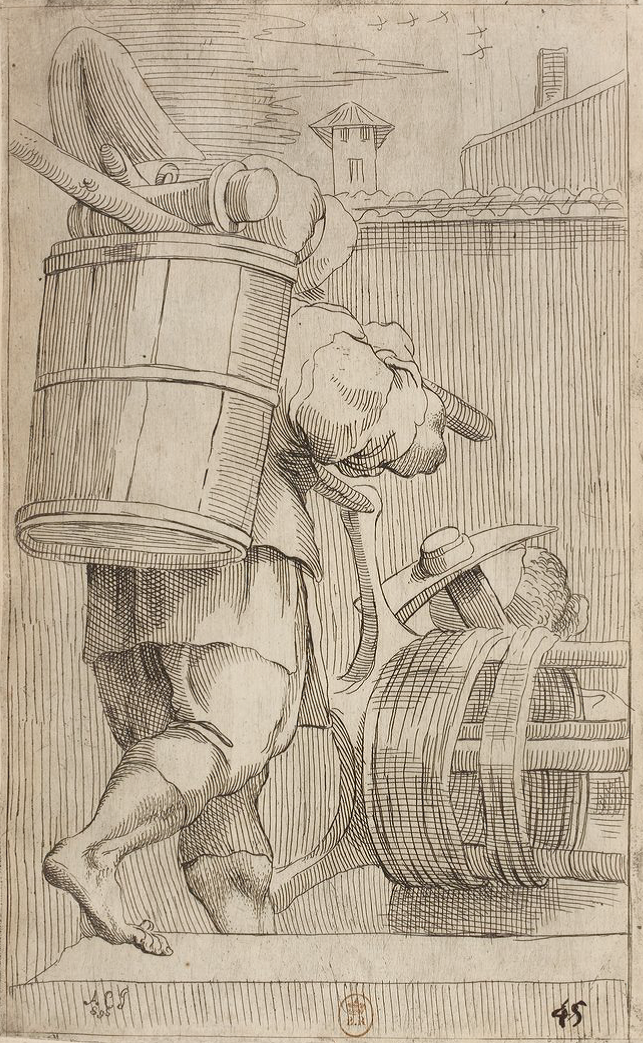
45. Netta pozzi
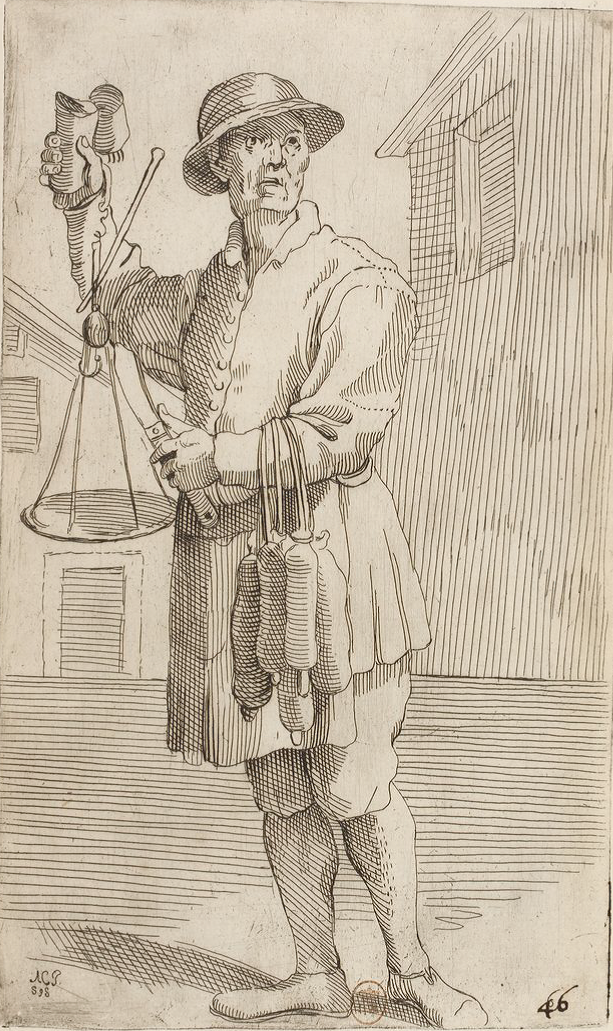
46. Pizzicarolo
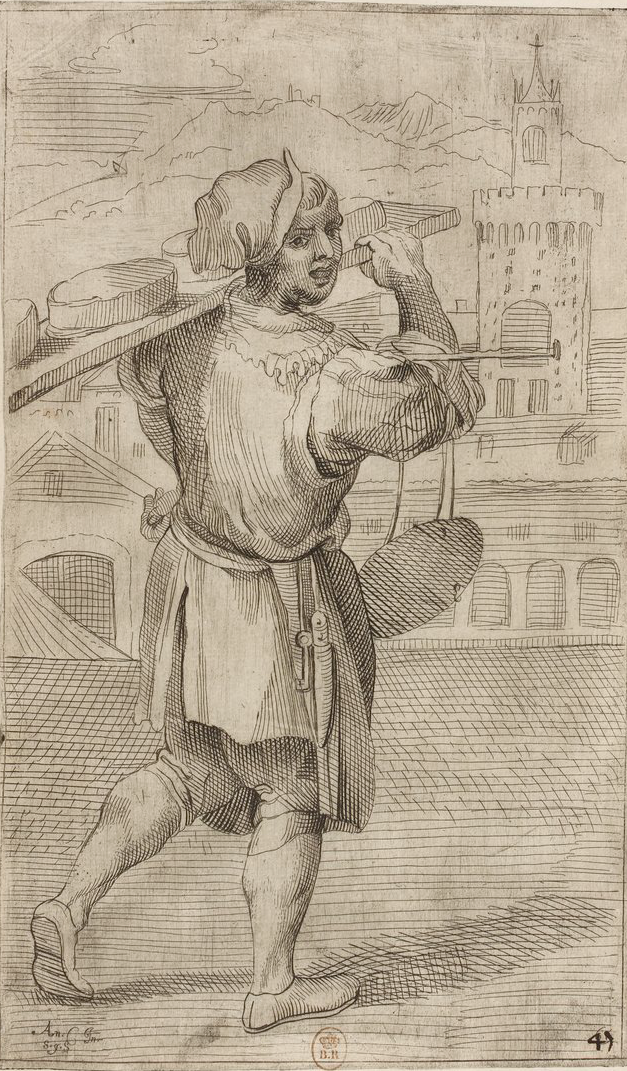
47. Vende Cacio fresco
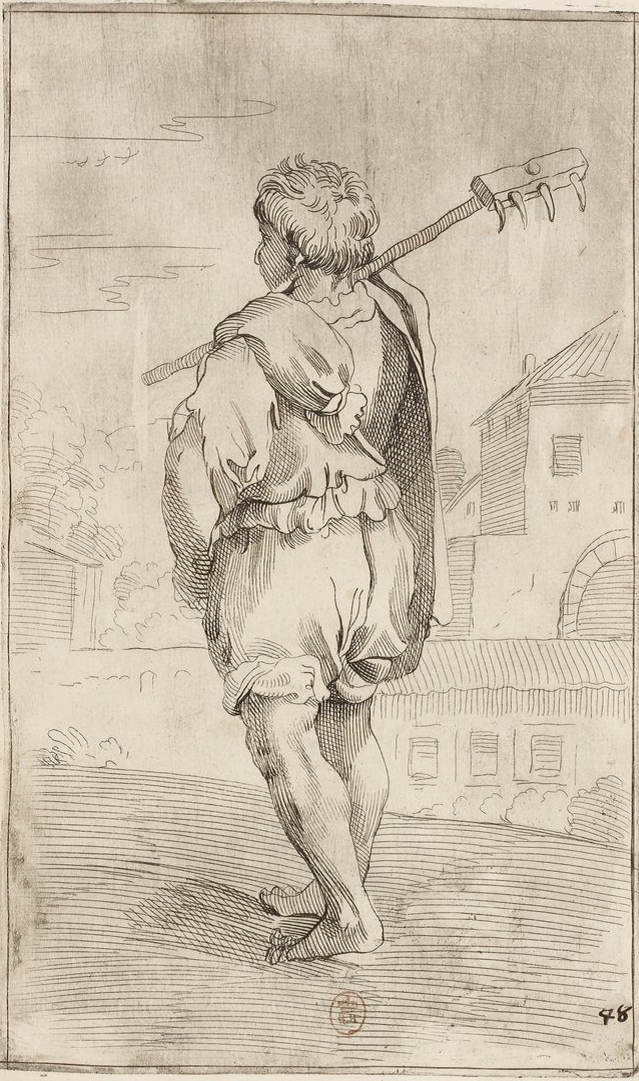
48. Rastellino per l'uva
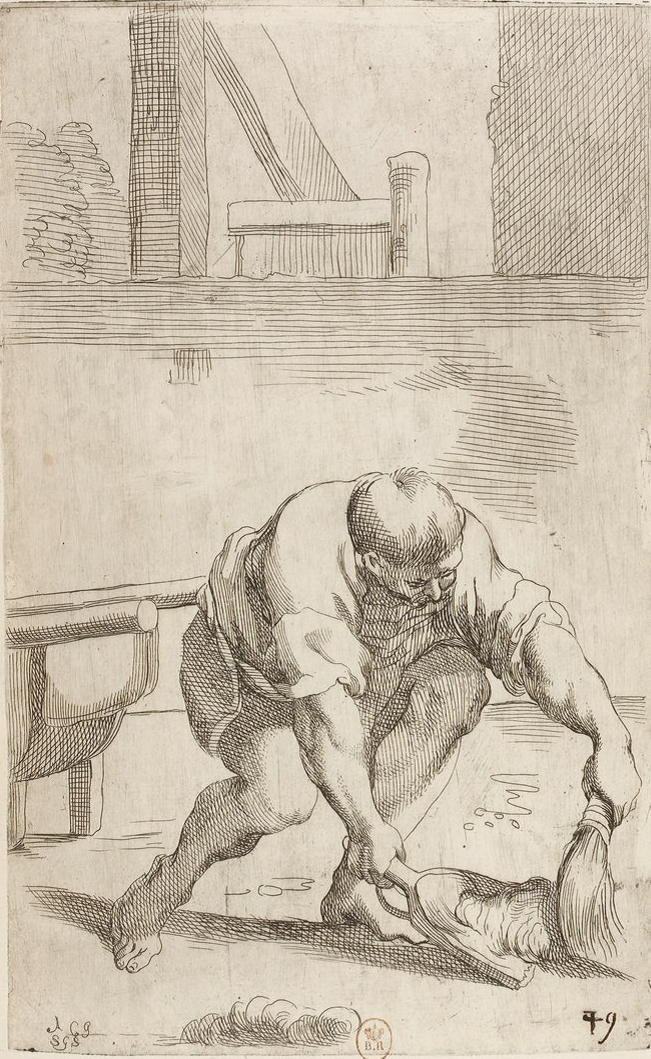
49. Carriolaro da mondezza
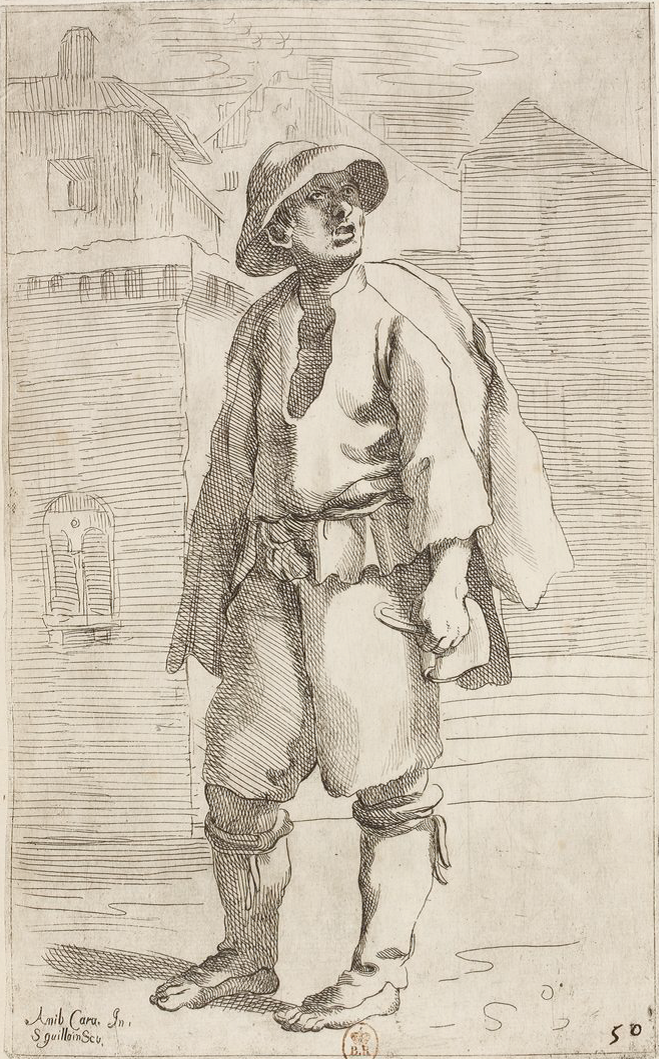
50. Spazzacamino
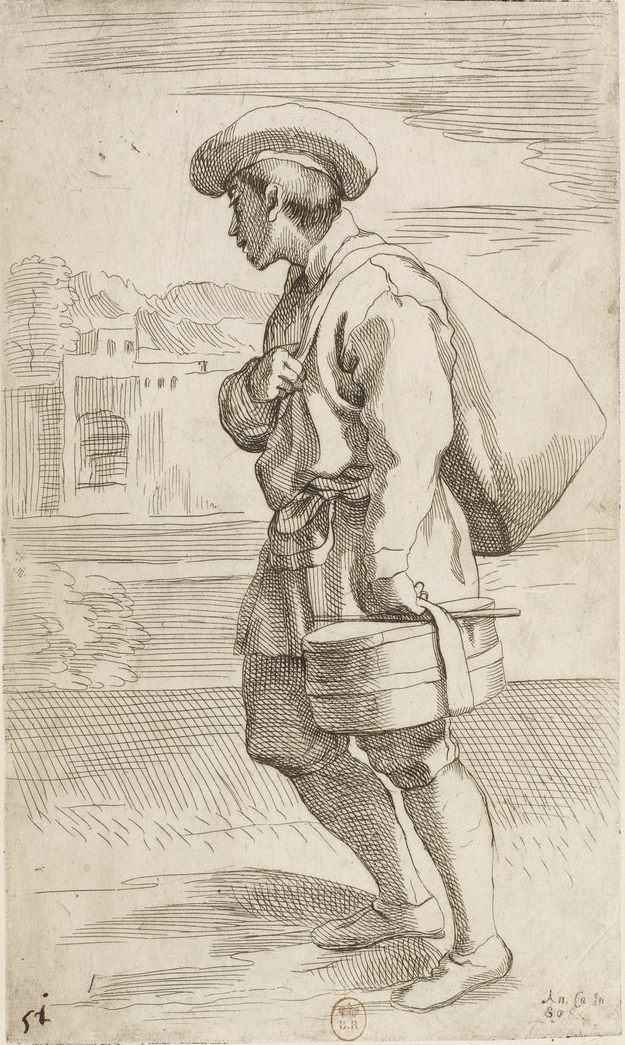
51. Merciaio di tele
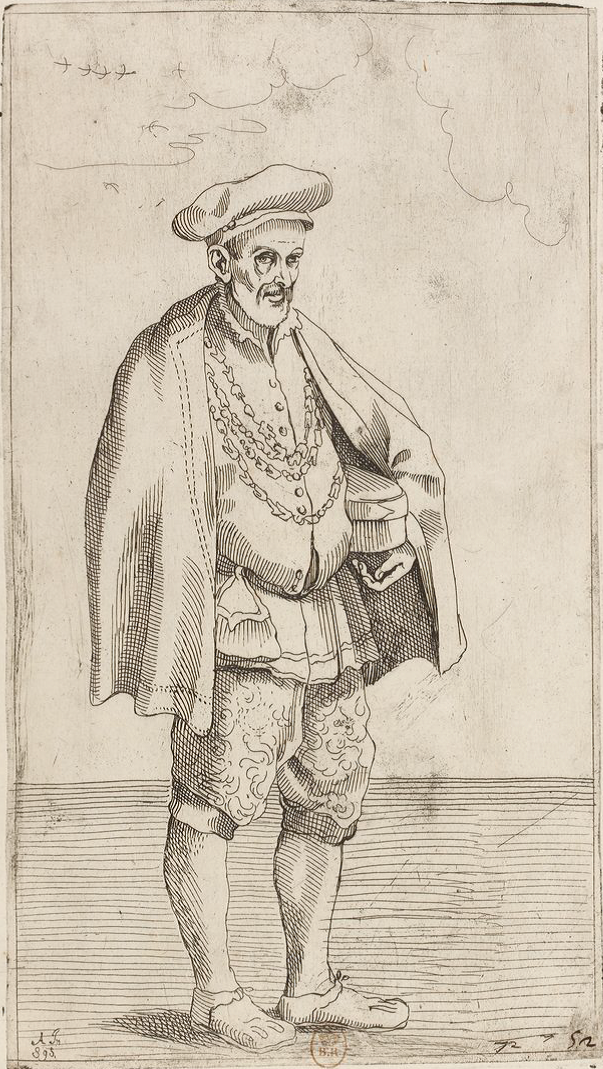
52. Cavadenti
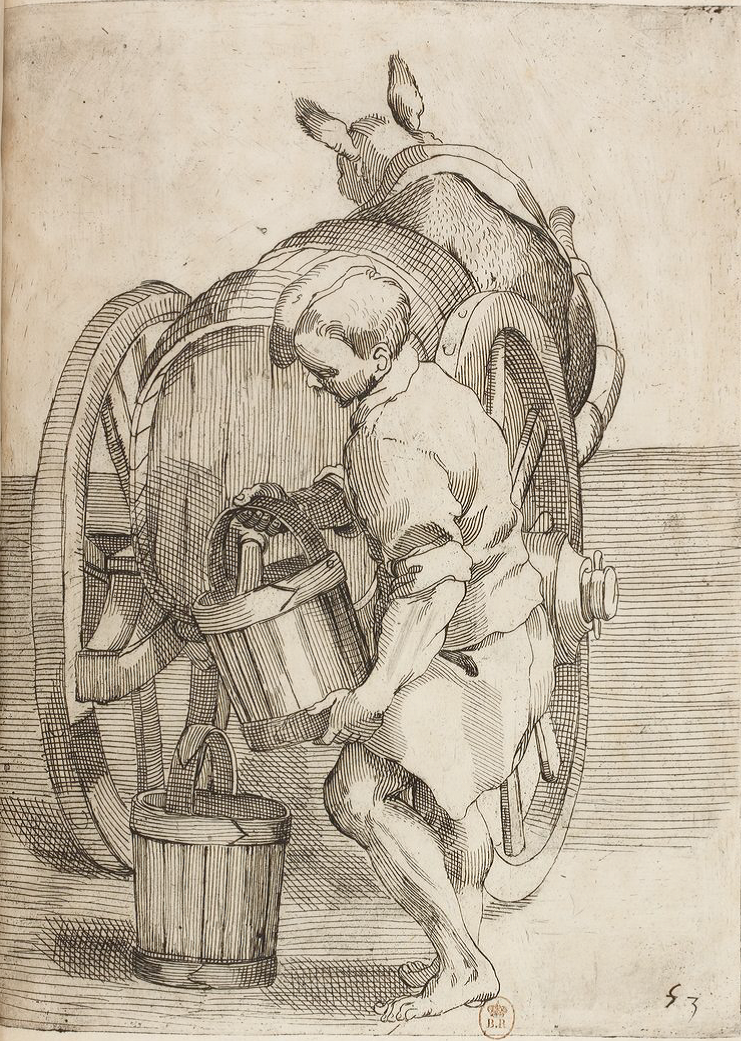
53. Carrettiero con acqua di fiume
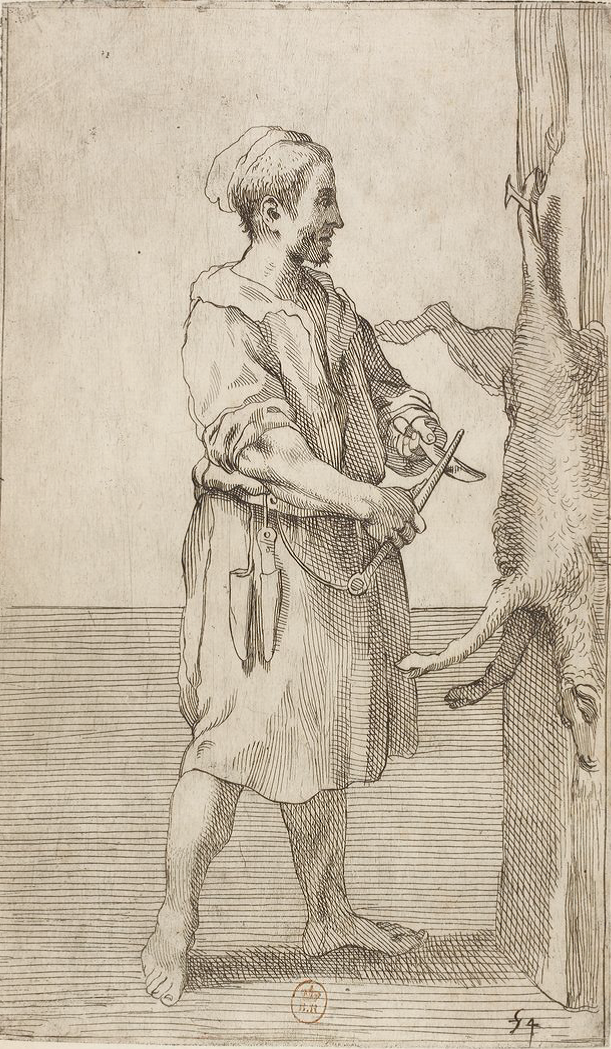
54. Scortica Agnelli
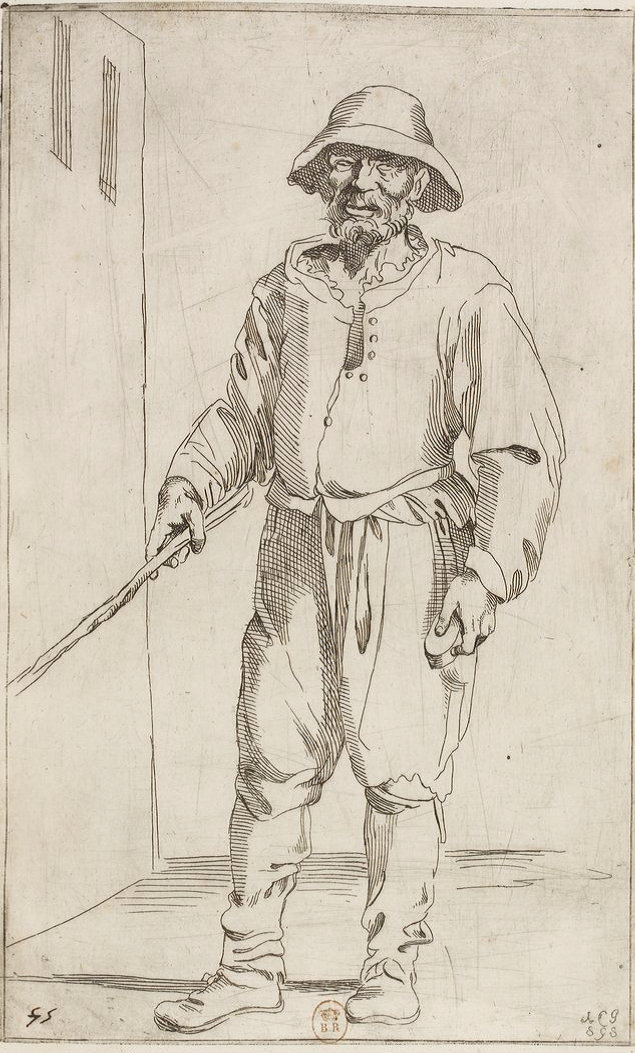
55. Cieco dal rimedio per i calli (Cieco che vende un cataplasma per i calli)
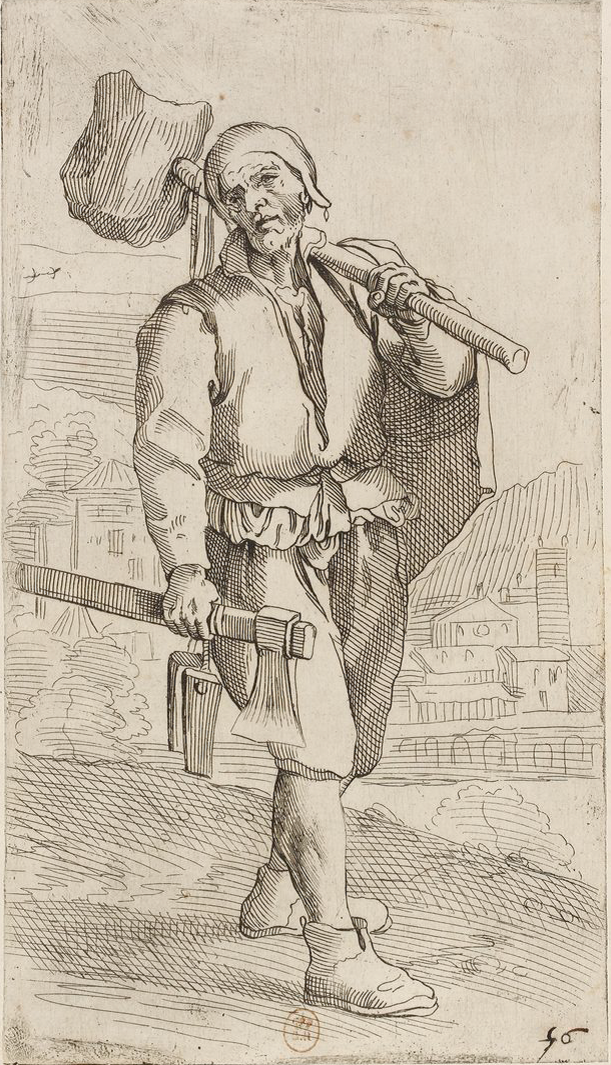
56. Stecca legna (Spaccalegna)
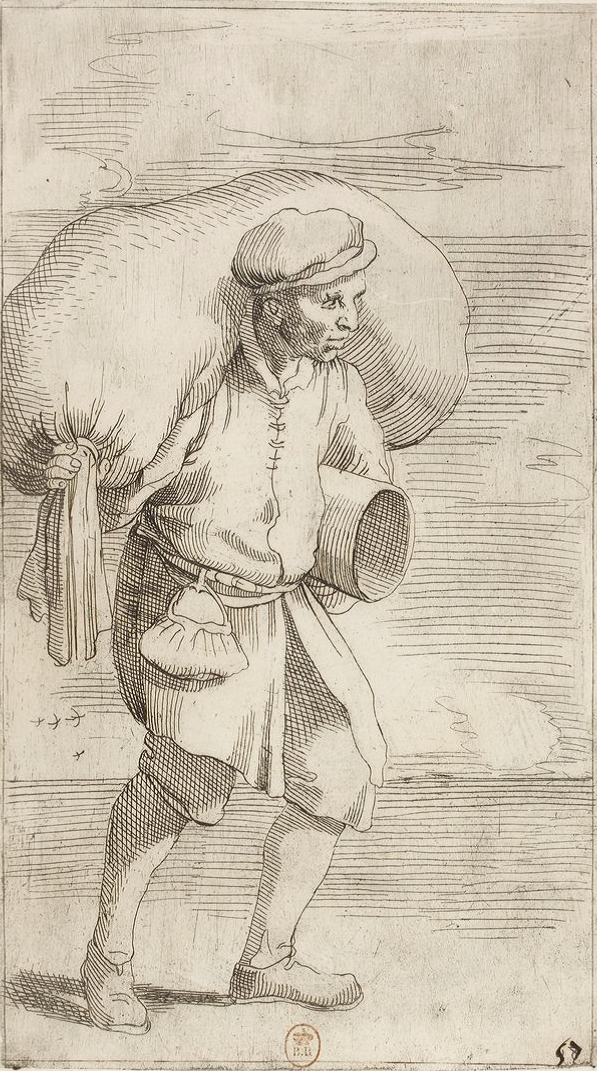
57. Vende Marroni
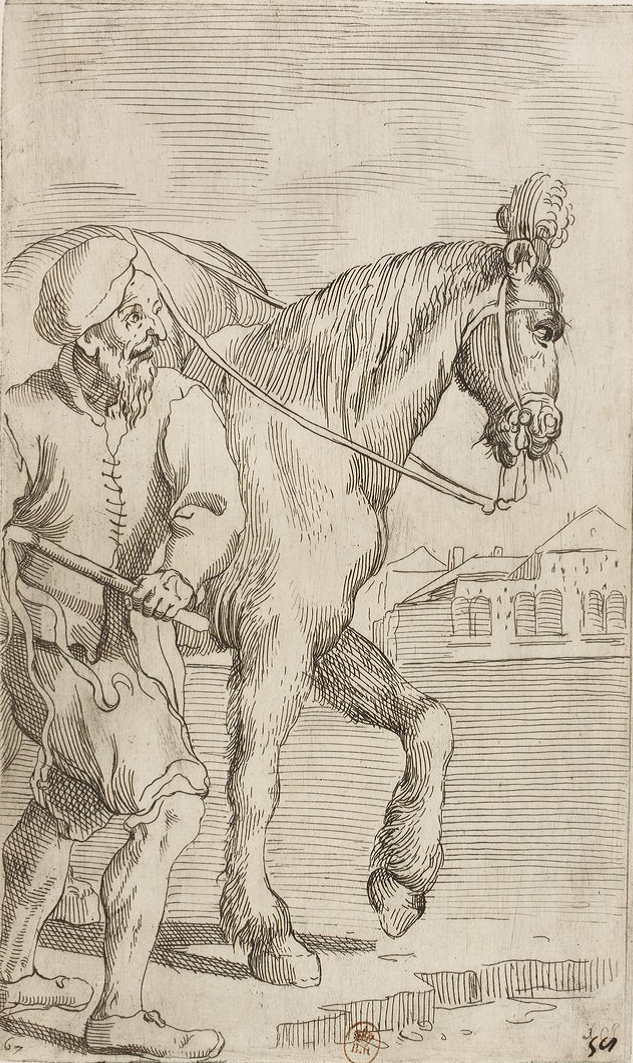
58. Molinaro (Mugnaio)
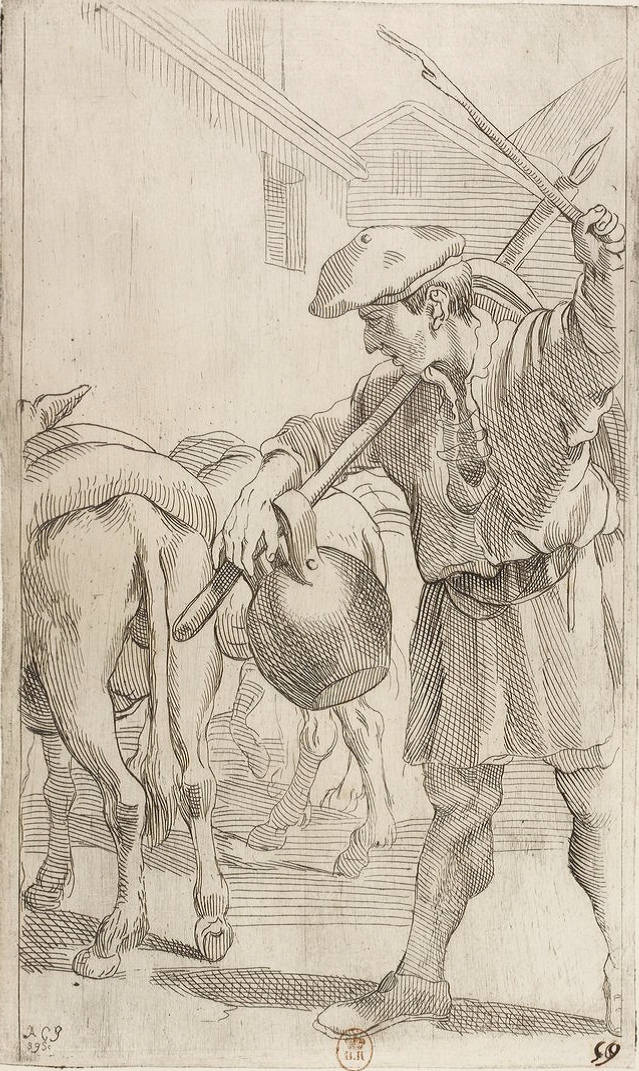
59. Asinaro con gesso e rena
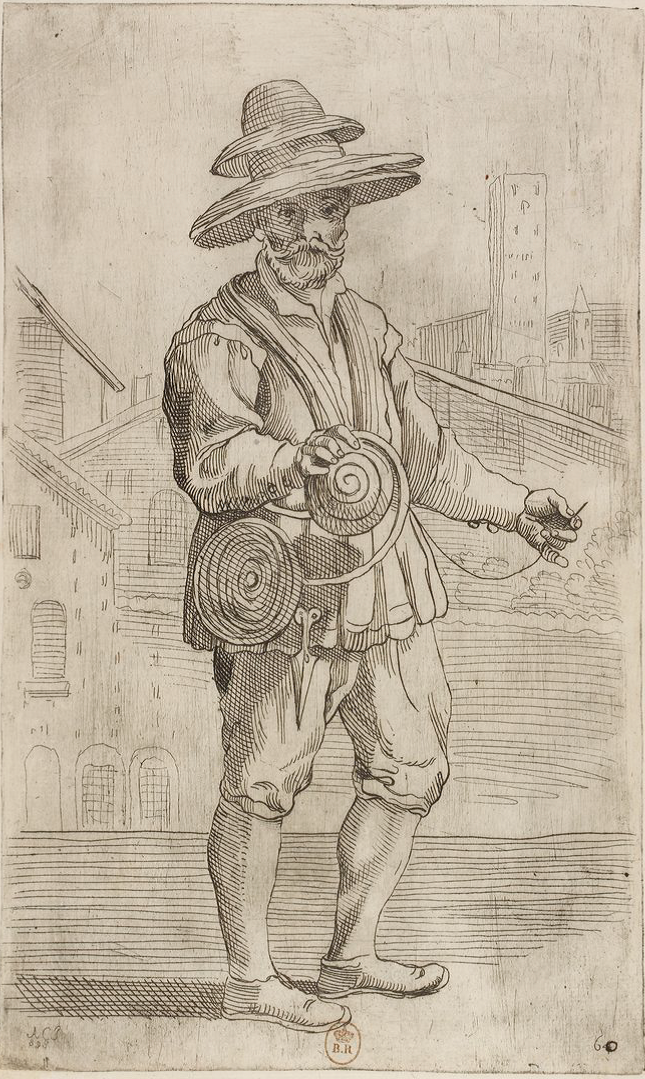
60. Cappellaro di cappelli di paglia
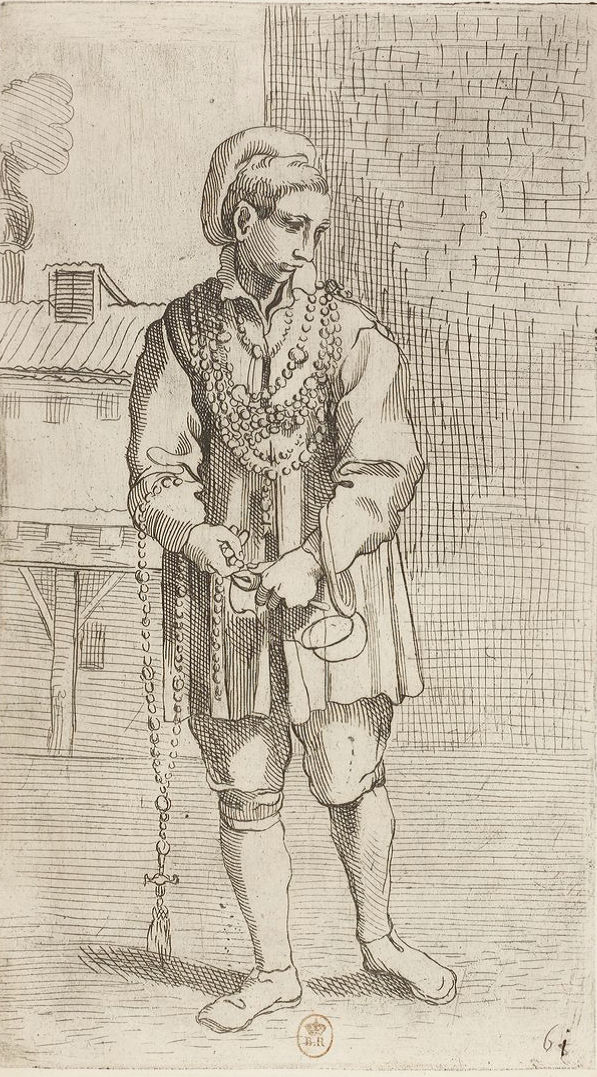
61. Incatenatore di Corone (Fabricatore di rosari)
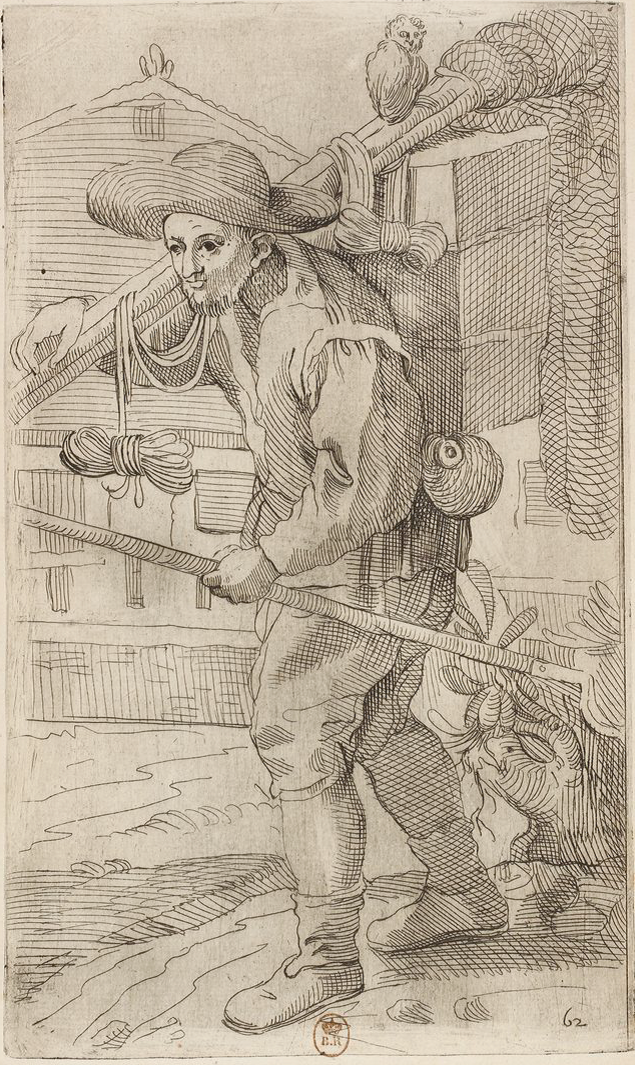
62. Uccellatore con la Civetta
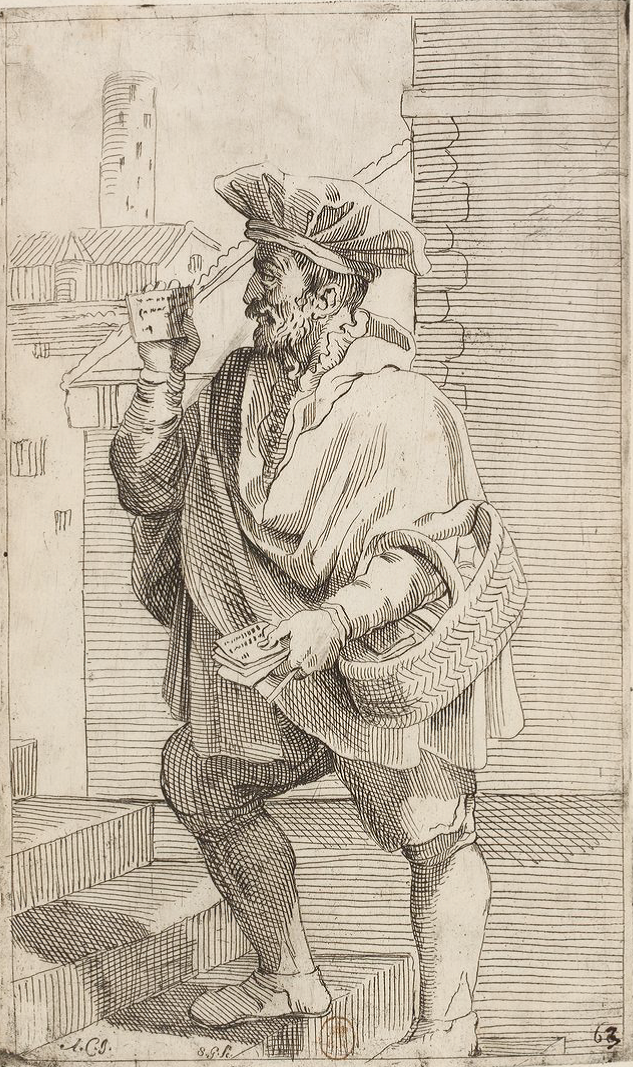
63. Porta lettere
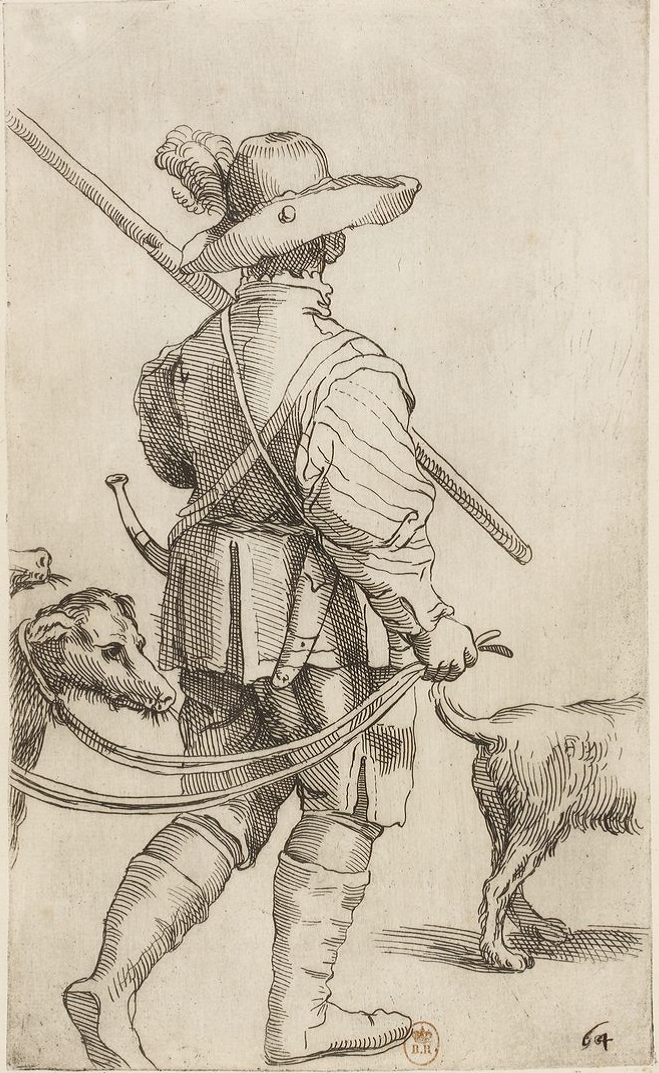
64. Cacciatore da lepri
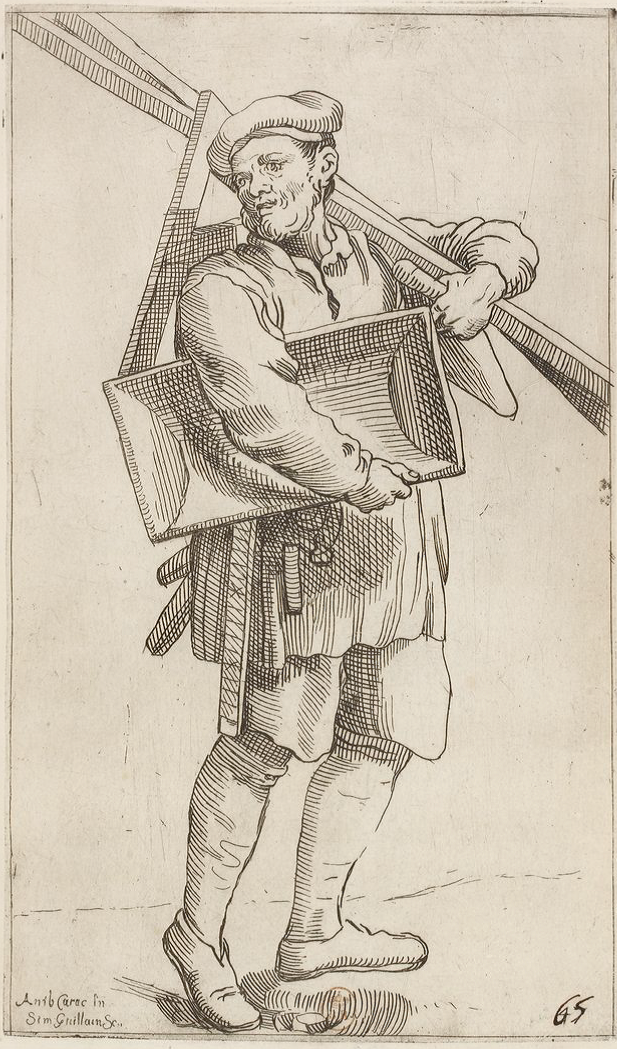
65. Muratore
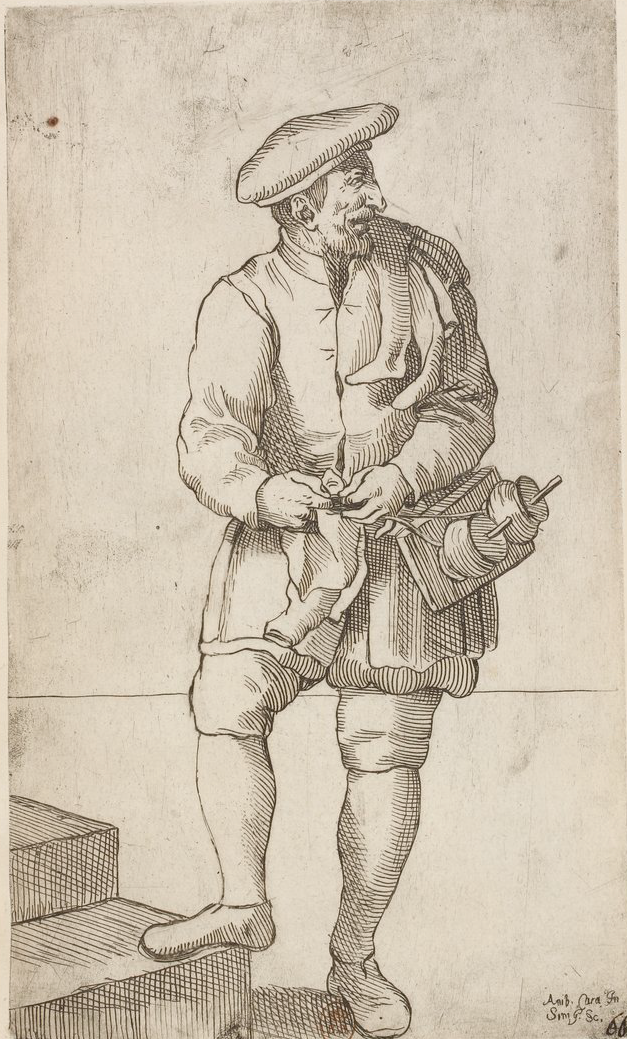
66. Calzettaro
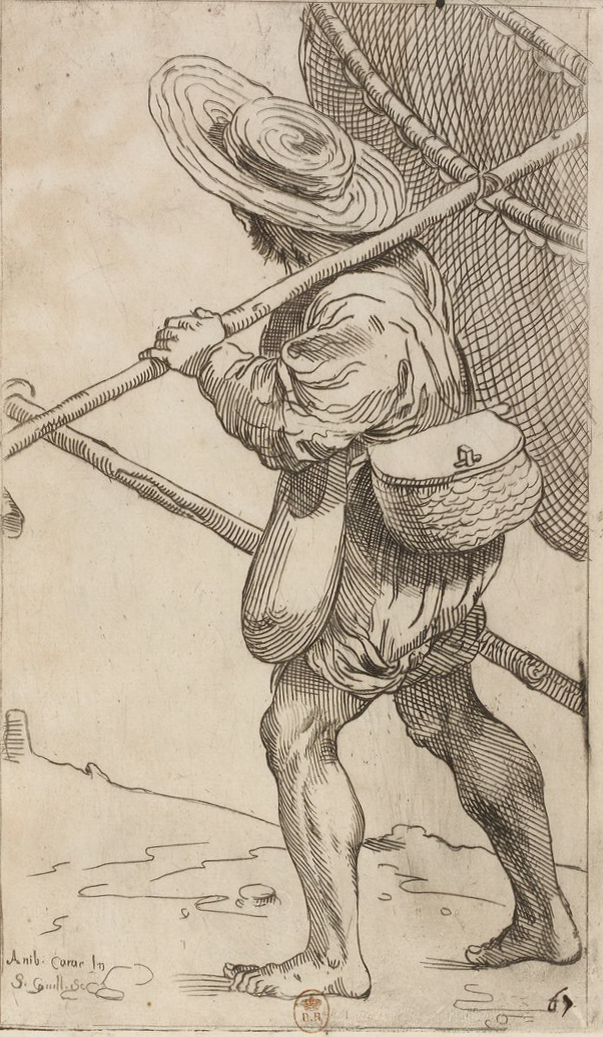
67. Pescatore
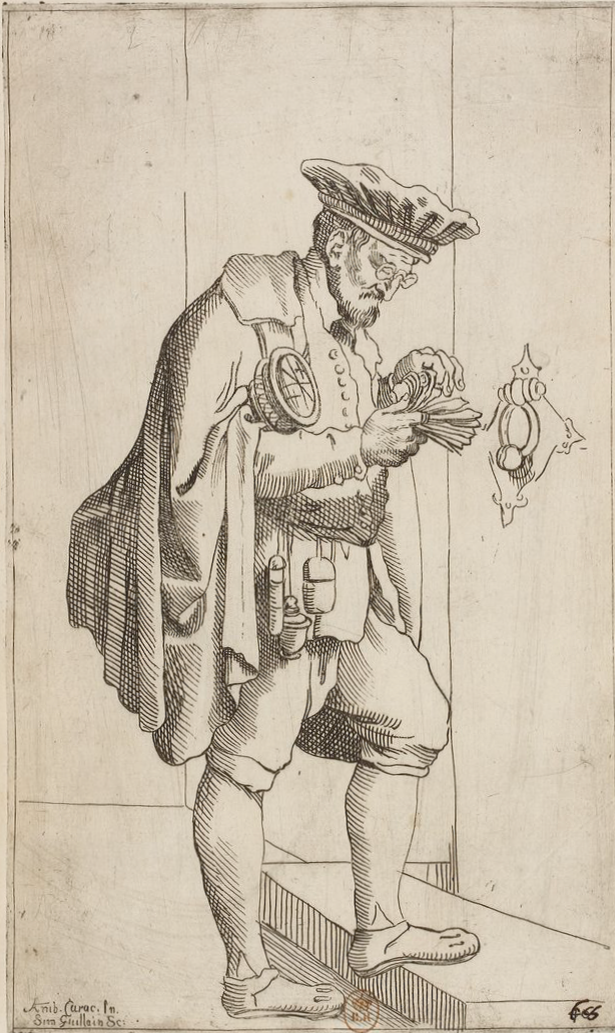
68. Porta citationi (Messo notificatore)
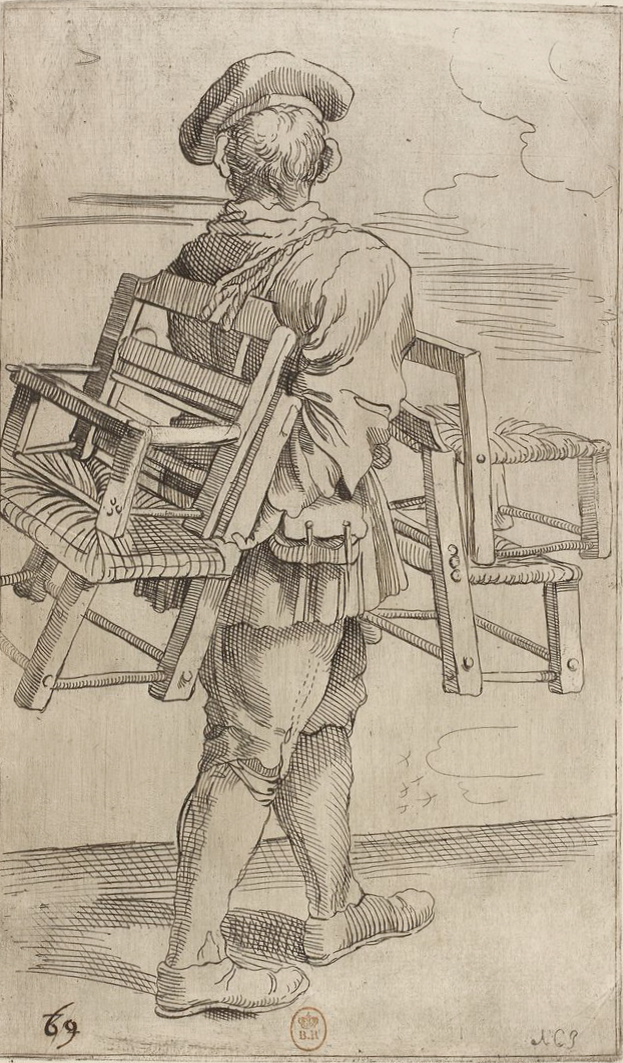
69. Sediaro
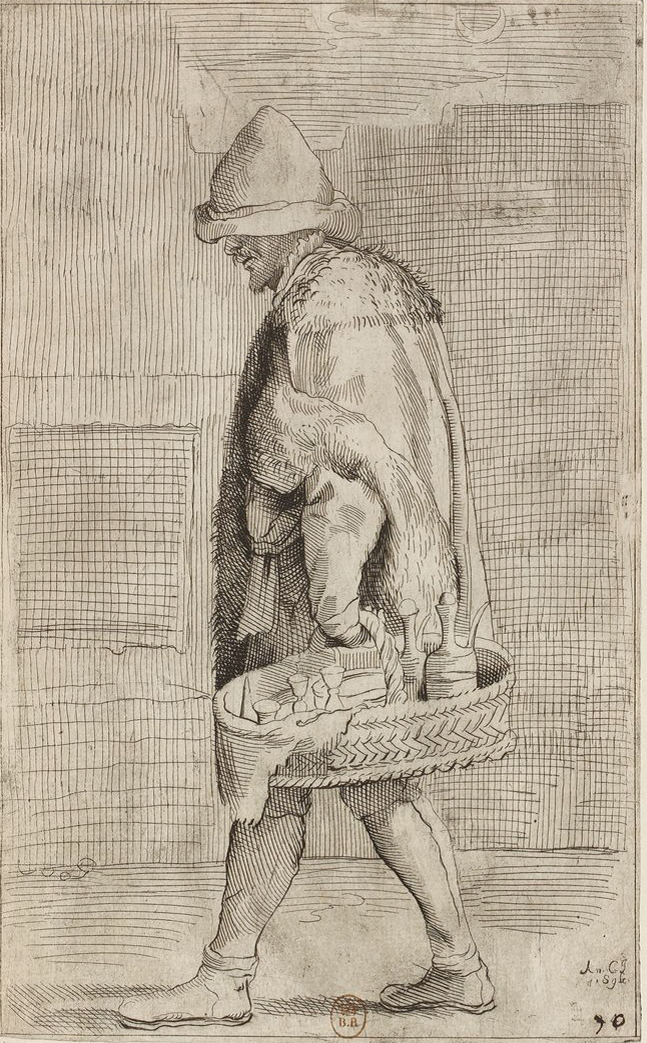
70. Acquavitaro
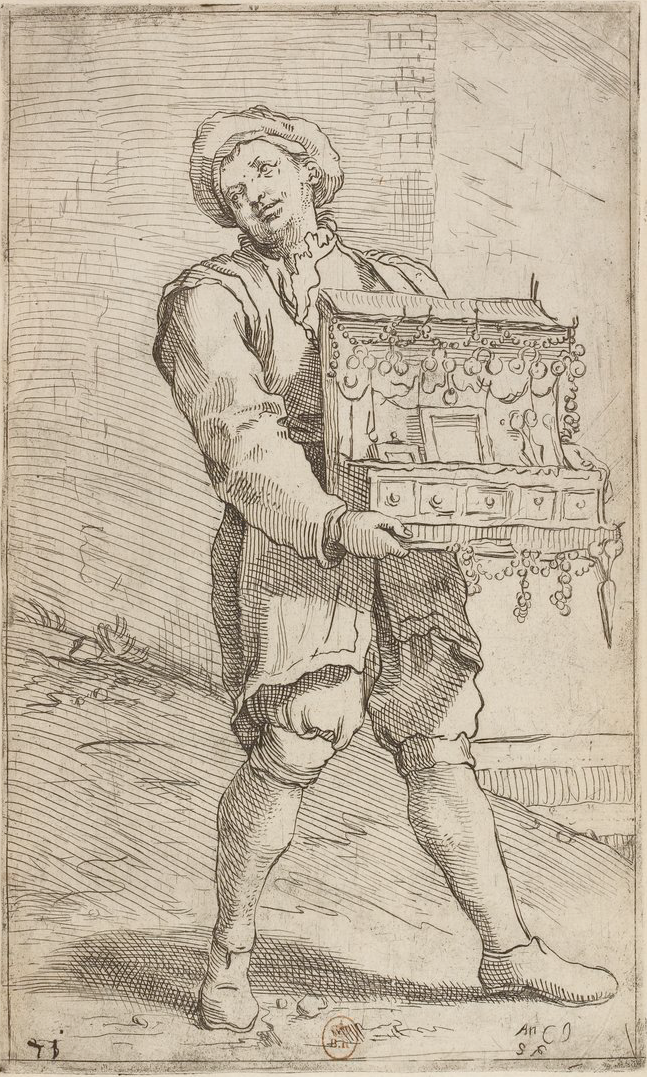
71. Acoramaglietti (Venditore di ninnoli)
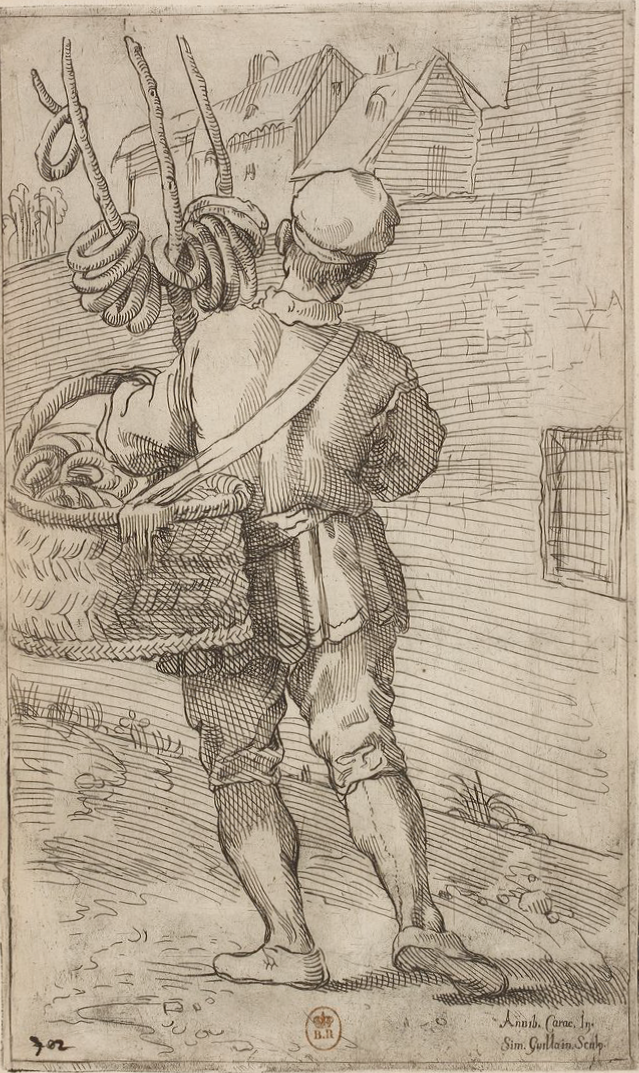
72. Ciambellaro
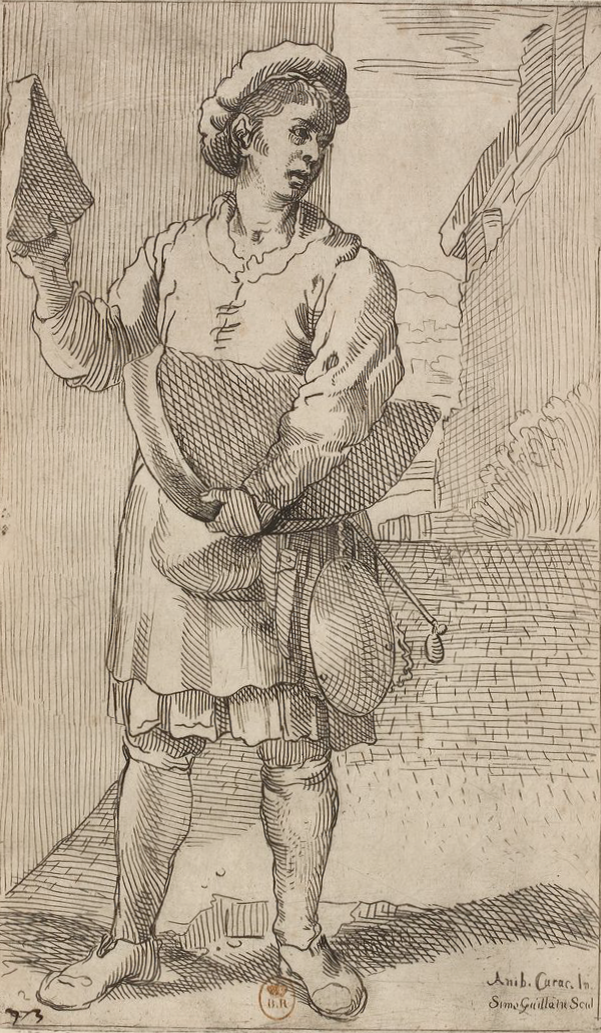
73. Vende Formaggio Parmegiano
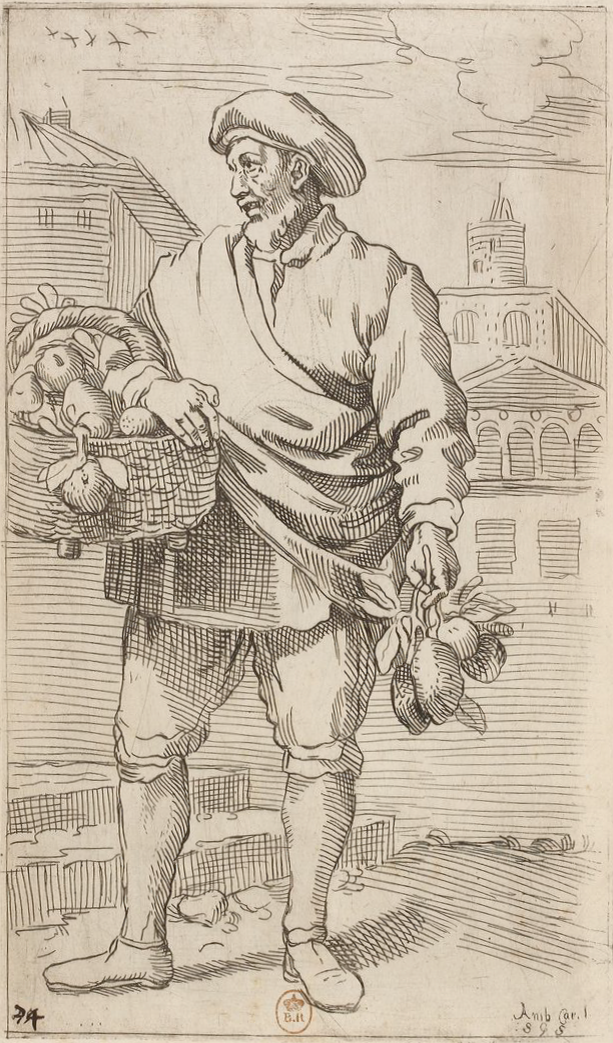
74. Melangoli e Limoni (Arance amare e limoni)
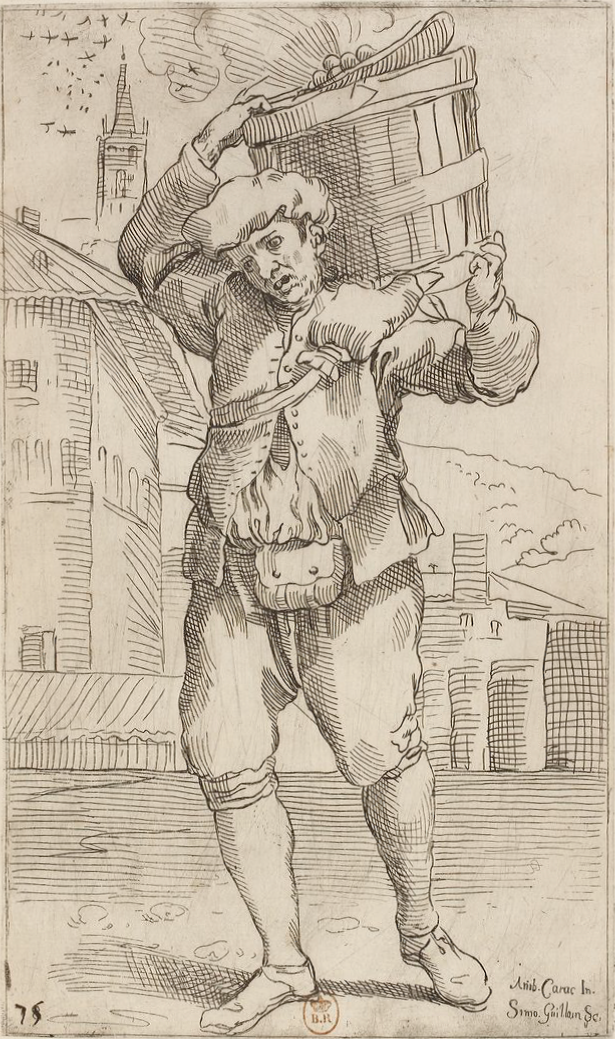
75. Marroni Allessi (Castagne lesse)
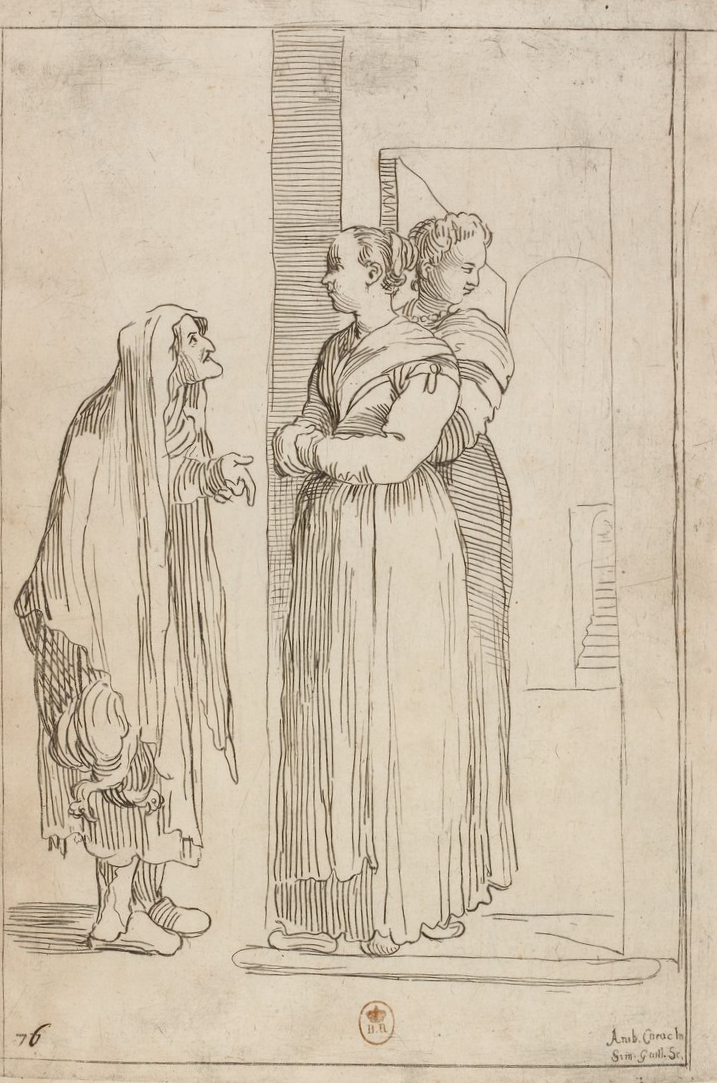
76. Una valente Ruffiana
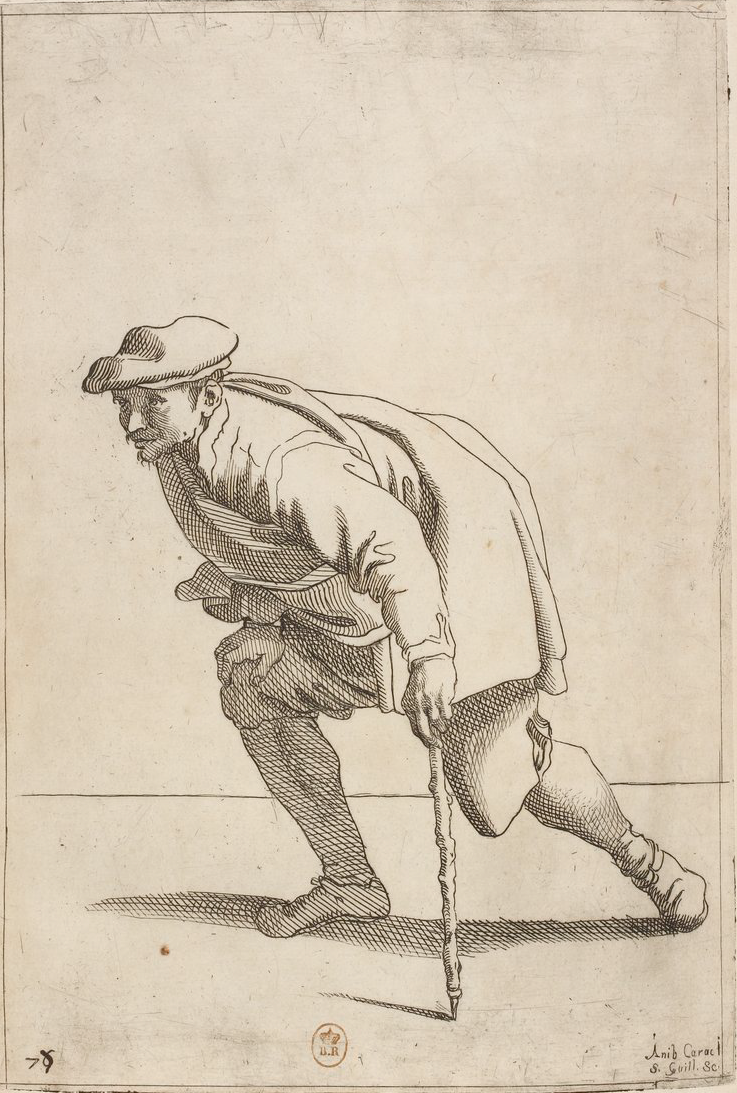
77. Una Spia Famosa
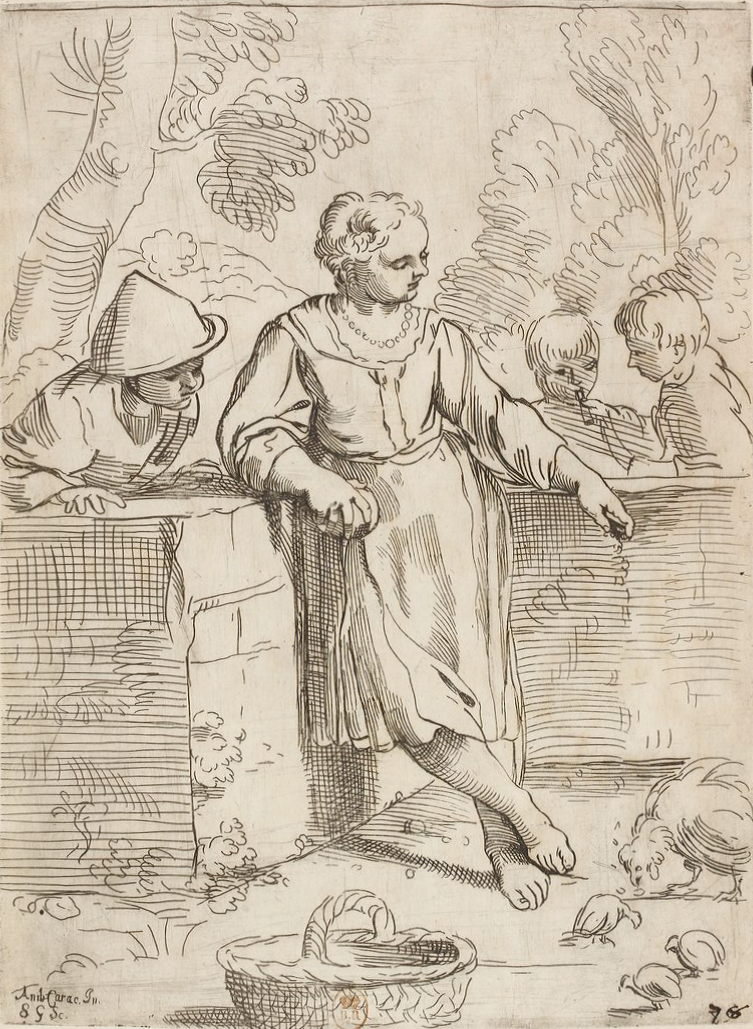
78. Una Putta che governa le Galline
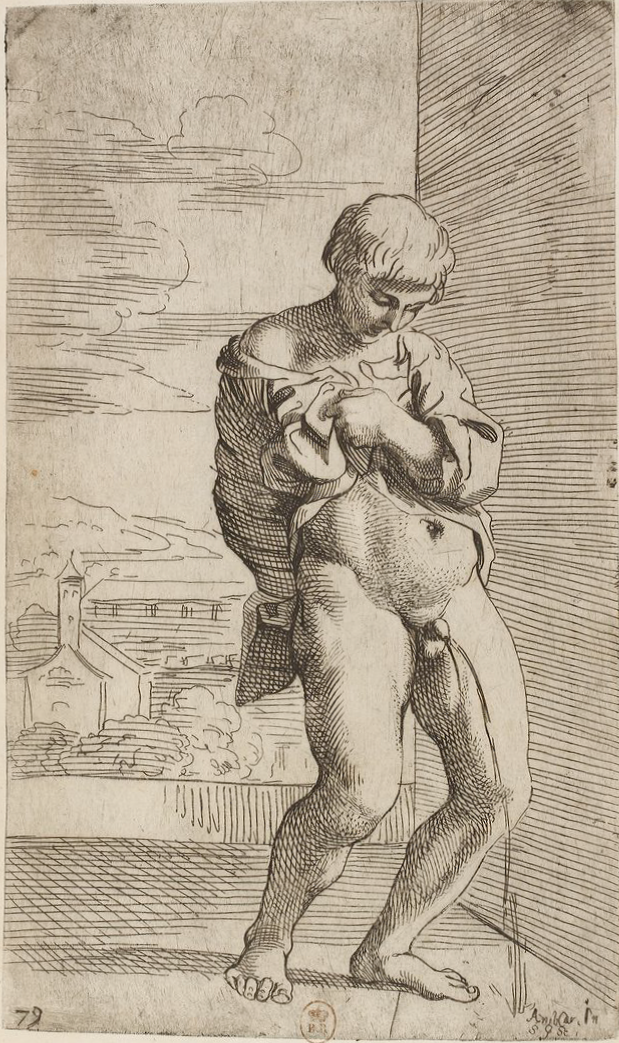
79. Un putto che urina
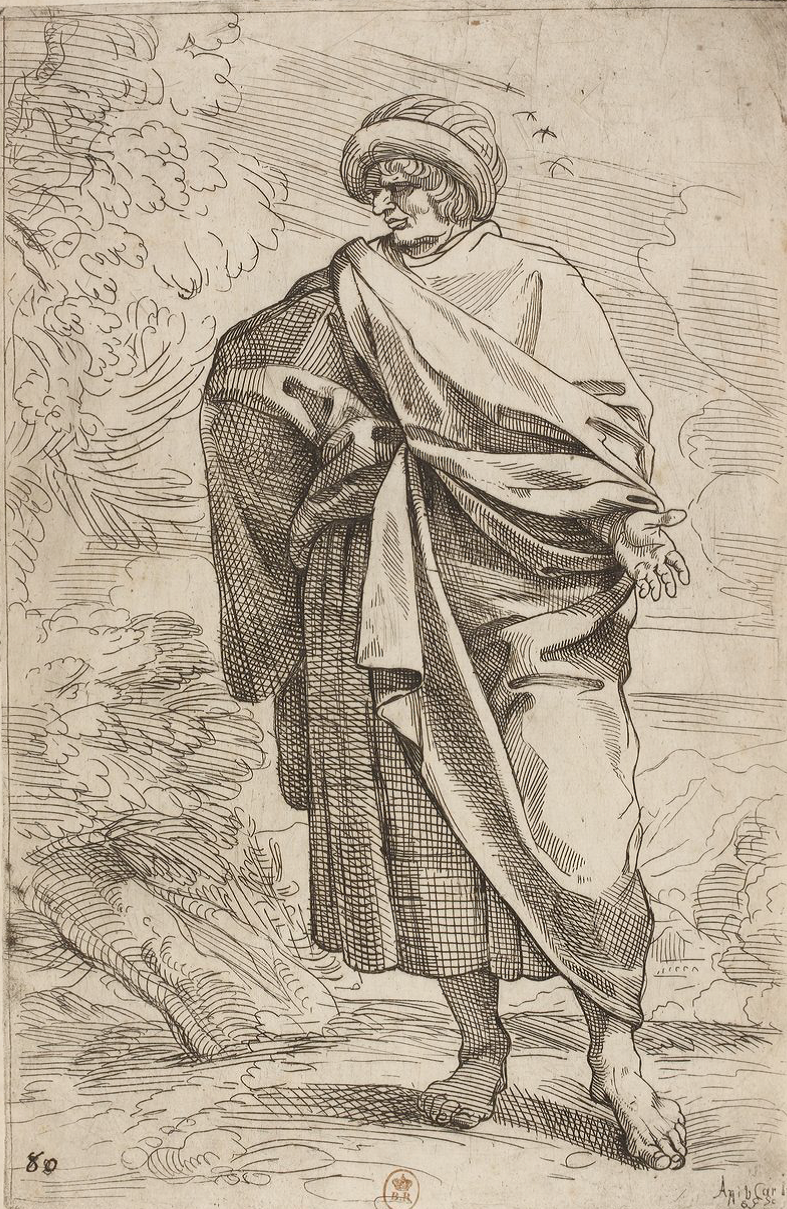
80. Il Console de' Levantini

## Descrizione e stile

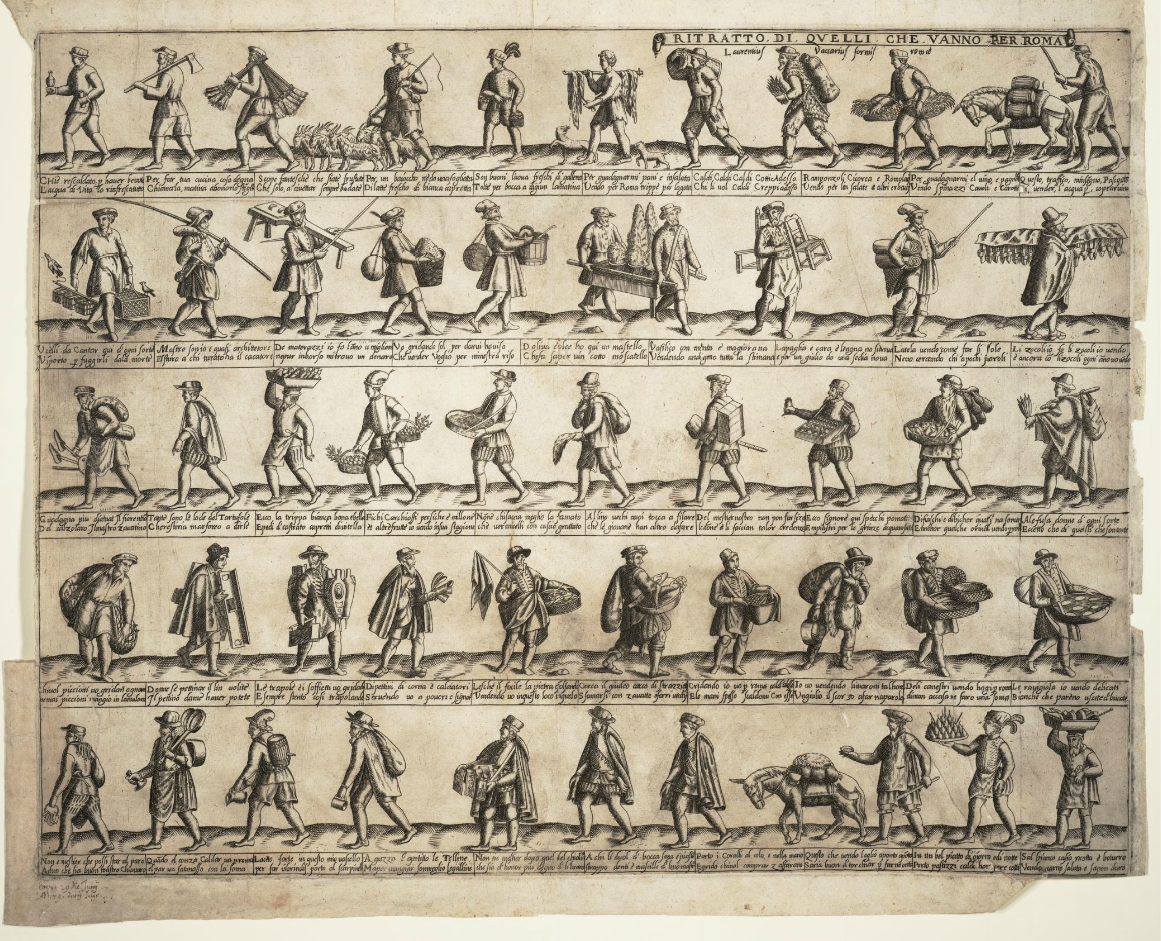
Ambrogio Brambilla, Ritratto de Quelli che Vano Vendendo et Lavorando per Roma, 1579

La produzione di stampe raffiguranti i mestieri precede le Arti di Annibale. Un esempio significativo di questo fenomeno si può cogliere in un’incisione di Ambrogio Brambilla - artista milanese vicino al Lomazzo - con gli ambulanti di Roma.
Tali precedenti erano probabilmente noti al Carracci, ma le sue Arti se ne differenziano in modo profondo. La stampa del Brambilla infatti è in sostanza una sorta di elenco illustrato dei mestieri girovaghi del tempo con una sequenza di figurine schematiche associate alle varie attività di strada.
Ben altre le ambizioni le artistiche con le quali Annibale concepì e realizzò le sue Arti. Ogni lavoro ha una sua indipendente ed accurata raffigurazione, ricca di particolari tra i quali spiccano gli strumenti del mestiere degli artigiani, le mercanzie dei venditori, alcune bestie da lavoro, le stesse vesti degli effigiati: dettagli tutti resi con estremo realismo, dando vita quasi ad una sorta di reportage fotografico sul lavoro in una grande città, di secoli in anticipo sui tempi. 

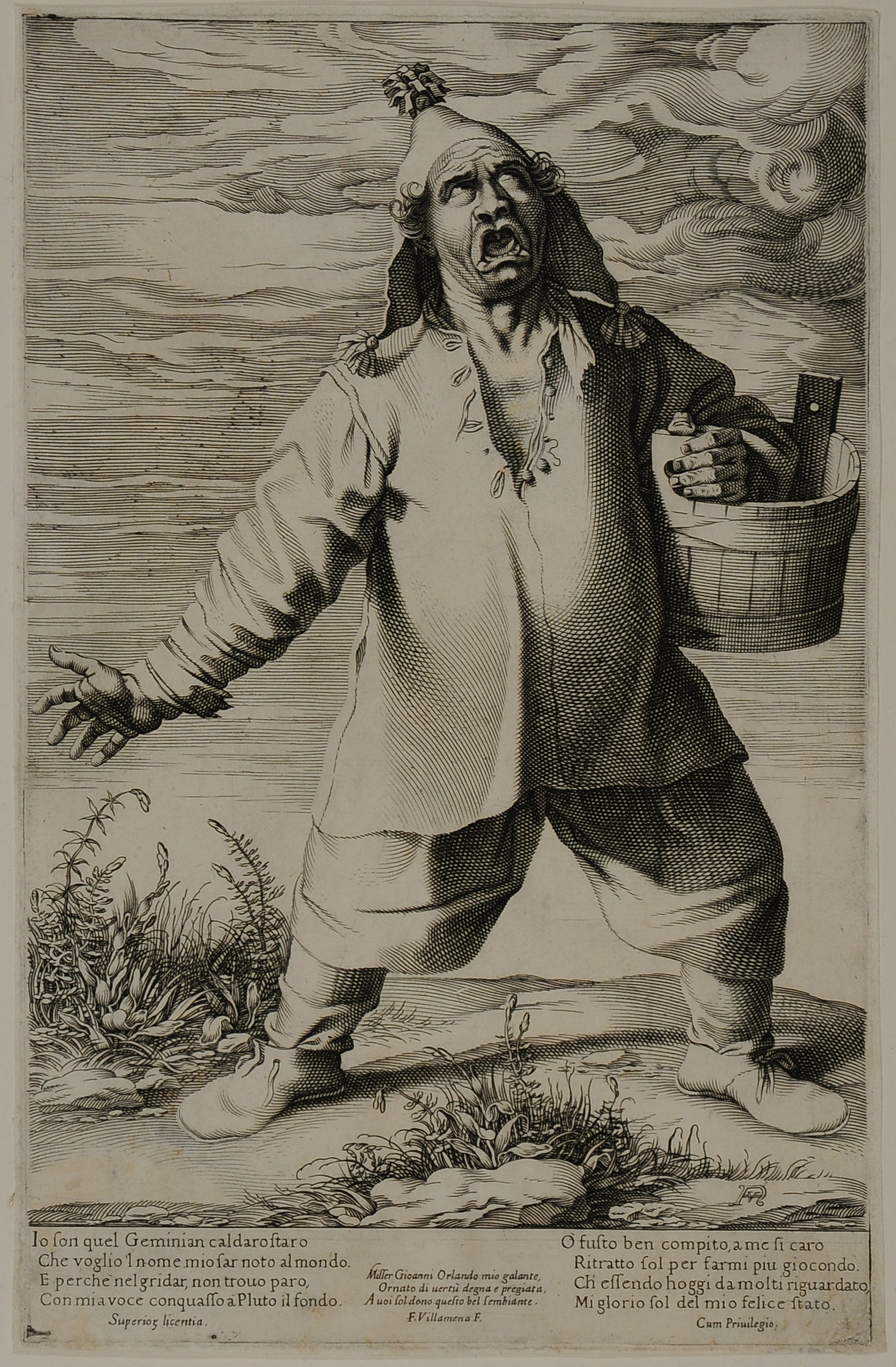
Francesco Villamena, Venditore di caldarroste, 1600 ca.

Artigiani ed ambulanti sono colti in un reale momento di lavoro: gli arnesi del mestiere non stanno lì solo per consentire all'osservatore di individuare l’attività oggetto dei singoli episodi, ma sono davvero adoperati in un giorno qualunque di mercato.
Il fatto stesso che molte delle scene si svolgano su sfondi cittadini, dove si vedono le strade e i palazzi di Bologna, evidenzia ulteriormente l’intento realistico di Annibale: le Arti, dunque, non sono un semplice catalogo di mestieri, ma ognuno di essi è elevato a soggetto pittorico.
Tutto ciò ha fatto pensare che le Arti siano il frutto di studi dal vero o addirittura, nei casi in cui il soggetto mostra particolare caratterizzazione fisionomica, che si tratti di veri e propri ritratti di persone realmente esistite. Ipotesi questa che, peraltro, presuppone la realizzazione bolognese, e non romana, dell’opera, come pure a taluni è sembrato di dover desumere dallo schizzo del Brentatore del disegno di Windsor Caslte.
Se pure si coglie un certo gusto umoristico nell'opera, esso non è mai canzonatorio verso gli umili lavoratori bolognesi. 
In questo le Arti si differenziano decisamente da alcuni dipinti di genere e produzioni grafiche vicine per tema ai mestieri di Annibale, ma caratterizzate da un chiaro intento burlesco.
L'attività incisoria di Francesco Villamena, pur affine per certi versi alla raccolta del Carracci, ne è un chiaro esempio.
Per questo aspetto le Arti sono pienamente coerenti ad altre prove di genere di Annibale (come la Macelleria di Oxford o il Magniafagioli già menzionati) ove l’accento è posto sulla dignità del lavoro delle classi “inferiori” (per le gerarchie sociali del tempo). Ceto, del resto, dal quale anche Annibale Carracci, figlio di un sarto e nipote di un beccaio, proveniva.

## Le Arti di Bologna e la pittura di genere

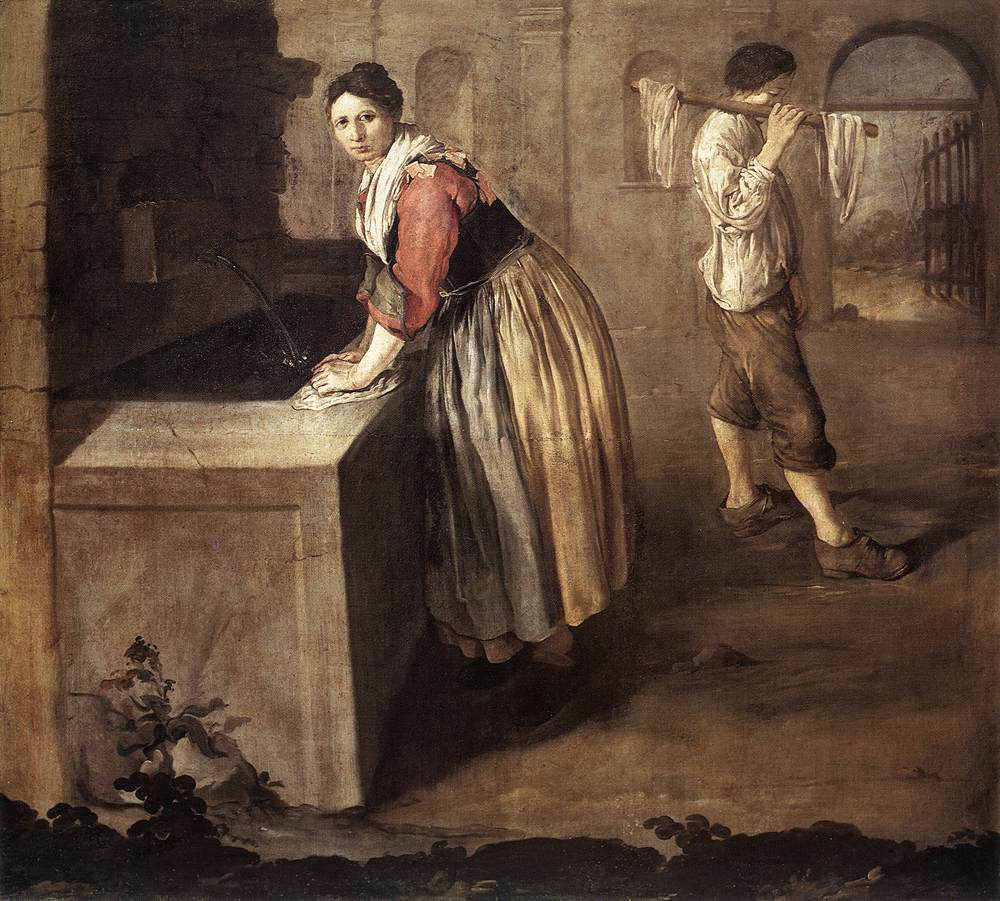
Giacomo Ceruti, La Lavandaia, 1736 ca., Brescia, Pinacoteca Tosio Martinengo

Rilevante fu l'influenza delle Arti sulla pittura di genere italiana in specie sul quel particolare sottogenere relativo alla raffigurazione dei mestieri più umili e in generale degli strati più "bassi" della società, definito pittura di mestieri o genere popolaresco, che ebbe le sue più significative manifestazioni tra la fine del XVII e la prima metà del XVIII secolo. Rappresentazioni che secondo Rudolf Wittkower hanno nelle Arti di Bologna i loro incunabula.

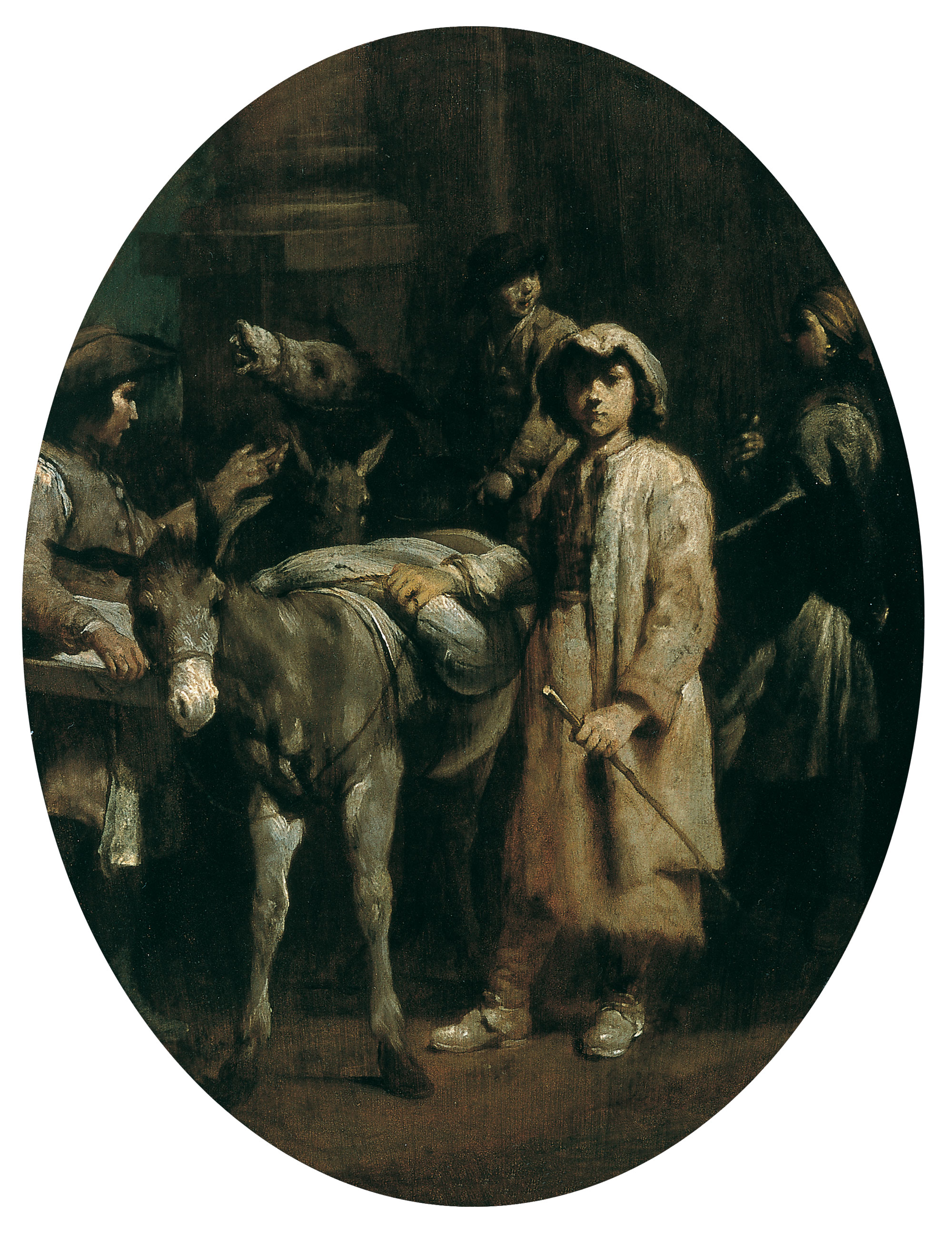
Giuseppe Maria Crespi, Contadini con un asino, 1709, Madrid, Museo Thyssen-Bornemisza

Favorirono questo fenomeno sia la perdurante fortuna editoriale delle stampe del Guillain - di cui si registrano edizioni ancora nella seconda metà del Settecento - sia la ripresa che ne curò l'incisore Giuseppe Maria Mitelli, conterraneo di Annibale Carracci. Raccolta, quella del Mitelli, che a sua volta ebbe ampia diffusione e varie ristampe.
Anche altre serie incisorie, chiaramente derivate dall'idea di Annibale che sta alla base delle Arti, come quella di Gaetano Zompini - Le arti che vanno per via nella città di Venezia (1753) - o le analoghe produzioni di Giovenale Boetto (incisore piemontese attivo nel XVII secolo), contribuirono ad accrescere la fama e l'influenza della serie fatta stampare dal Massani.
Tra i pittori di maggior rilievo nella cui opera si riscontra l'influsso de Le Arti di Bologna vi è innanzitutto il bolognese Giuseppe Maria Crespi, tra i migliori interpreti della pittura di genere del suo periodo. Rimarchevole è che il Crespi abbia dato vita a sua volta ad una serie di disegni con evidenza ispirati alle incisioni di Guillain.
Oltre all'attività del Crespi, tra i lasciti più alti della via inaugurata da Annibale con i suoi mestieri appare annoverabile l'opera di Giacomo Ceruti, pittore lombardo cui si devono alcune delle più belle rappresentazioni delle classi più umili (i pitocchi nel linguaggio dell'epoca) della pittura tardo-barocca, caratterizzate, secondo la strada tracciata dal Carracci, da una raffigurazione sobria e realistica della vita e del lavoro dei poveri.